# 國立彰化師範大學
國立彰化師範大學，簡稱彰師大、NCUE，為臺灣彰化縣彰化市的一所國立綜合型大學，創立於1971年，現為臺灣國立大學系統系統成員校，以教育、理工、語言科系立校，輔導、心理諮商、特殊教育、工業教育等領域為臺灣的發源地。
該校前身為1971年創立的臺灣省立教育學院，共有進德校區和寶山校區兩個校區，為臺灣三所培育中學師資的師範大學之一，現設有8個學院（含進修學院）、40多個各學術領域之研究中心與數百個實驗室，以及附屬幼兒園、師大附工等附屬機構。
彰師大是臺灣第一所設立儲能示範系統與儲能研究中心的大學，並與沃旭能源、台達電簽訂產學暨學術合作，三方朝向儲能科技、電網穩定性與用電效率進行研發。

## 簡介
1970年1月，為了提高臺灣省教師素質與推動教育體系革新，設立「臺灣省中等教師研習會」；1971年，因應國際教育變革，研習會轉型成立「臺灣省立教育學院」，是一所培育學術人才與中學教師並重的師範院校，全部均為自費生，一改過去師範體系只培育教師的傳統形象，並設立輔導學系、特殊教育學系、商業教育學系等當時全臺獨一無二的科系；1980年改隸「國立臺灣教育學院」；1989年改名「國立彰化師範大學」並改為全公費。
1994年總統公布《師資培育法》，打破師範體系壟斷教師來源，對師範院校衝擊甚鉅，開始有了轉型規劃。
該校現致力於推動臺灣綠能產業發展與工業4.0，協助能源轉型與產業升級，並設有全臺灣獨一無二的儲能示範系統與儲能研究中心，朝頂尖綠能大學發展。

## 歷史
臺灣光復初期，今彰化師大進德校區址原為啤酒廠之預定地，因水質不足以作為啤酒而作罷，建廠計劃因故中止，所遺之廠舍之一即為目前美術系之藝薈館。其後第一夫人宋美齡女士為推動高關懷青少年的輔導與教育工作，於1964年10月13日該址設立臺灣省立彰化進德實驗中學（為台灣少年輔育院與中途學校的前身），是所軍事化管理住宿學校，類似感化院，前立法院院長王金平在當時即是校內的教師之一。在政府成立少年輔育院後，「進德中學」功成身退走入歷史；1970年1月，進德實驗中學停止招生後，臺灣省政府為提高本省中等學校師資素質、促進中等教育之革新，當時因恰逢政府推動九年國民義務教育，國中之師資訓練工作需求殷切，在現址創設臺灣省中等教師研習會，因嚮往「白沙先生」陳獻章之精神，當時臺灣省教育廳長兼研習會會主任潘振球先生特據此將會址定名為「白沙山莊」，成立後沿用至今。

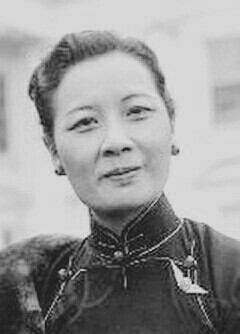
蔣宋美齡

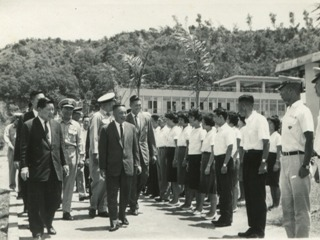
蔣緯國率國民政府高官訪視師大

1971年，臺灣省中等教師研習會轉型成立臺灣省立教育學院，校內的輔導學系、特殊教育學系、商業教育學系為全國唯一與首創。1980年改隸中央，成為國立臺灣教育學院，同時於1984年彰化高工改制為該校的附屬學校。
1988年，由於教院改名大學在即，全校師生經討論後，決定向教育部申請改名「國立臺灣教育大學」，最後教育部以「未來預定將逐步把各師專升格為教育大學」為由拒絕該校名，並擬以「國立彰化師範大學」作為教院新校名，全校師生一度因新校名的問題而意見有所分歧，之後經多次會議溝通後為配合政府政策，接受了這個校名。
1989年，國立臺灣教育學院改名國立彰化師範大學，彰師大成立之初，大學生全部享有公費補助全額學雜費待遇，畢業後亦有配有教職，因此才能吸引學生在大學聯招同性質科系中錄取分數均排名前四志願；但自1994年2月7日，總統公布《師資培育法》後，改變過去師範生公費制度，師資培育改採「儲備制」，以自費為主，僅特定名額有公費補助，且必須分發至特定學校；不僅如此，甚至連一般大學均可以申請教育學程，此項政策使得師大光環頓失。
近十多年來，除原有的教育學院、理學院、技術及職業教育學院等三個學院外，陸續增設文學院、工學院、管理學院及社會科學暨體育學院等四個學院，且校內之所有科系不再以培育師資做為單一任務，反而積極從事產學合作，輔導學生畢業轉往業界發展，其中畢業校友亦不乏台積電、鴻海、聯電等科技業高階主管。
地方上，彰師大為彰化縣內唯一一所國立大學，為彰化地區重要政策智庫。縣內來說，彰師大與彰化縣政府在推行綠能產業方面合作密切，同時在縣政方面亦長期與該校配合提供政策建言，並與縣府合作承辦各式活動；就全國來講，彰師大亦多次舉辦有關國家安全方面的研討會，作為提供中央政府的外交建議，同時也致力推動海峽兩岸交流與和平發展，並與行政院合作培育政治領域人才。
科技研發方面，彰化師大向來為彰化地區學術中心，在各領域均有研究成果，並定期辦理大學實驗室研發成果發表會，同時與國防部軍備局交流，與漢翔公司在培訓實習合作。此外，彰師大與中科許多廠商在實習、產學建立合作。
彰師大近年來屢獲教育部、科技部等相關單位之獎助，如自民國96年起連續11年榮獲教育部獎勵大學教學卓越計畫，是全國唯一獲此殊榮的師範校院，並據此獲教育部核定為全國第一批自我評鑑試辦學校之一，同時2007年被教育部列為首批「大學繁星計畫」25所大學之一。2018年高等教育深耕計畫獲補助規模居全國師範校院第二名（僅次於國立臺灣師範大學）。就學穩定率高於95％，名列全台國立大學前七名。而校內專任教師博士學位比率則高達93.7%以上，全國排名第七。

### 沿革
- 1971年，成立臺灣省立教育學院，設有輔導學系、科學教育學系（設有數學師資組）、職業教育學系（設有工場師資組）。
- 1972年，科學教育學系增設物理師資、生物師資等兩組。
- 1973年，科學教育學系增設化學師資組。
- 1974年，增設語文教育學系。職業教育學系增設商業師資組。
- 1975年，成立特殊教育學系。
- 1977年，增設商業教育學系，分設會計組、國際貿易組。職業教育學系工場師資組獨立為工業教育學系。科學教育學系數學師資組改名科學教育學系數學組。
- 1979年，增設輔導研究所碩士班。
- 1980年，改隸教育部，更名為國立臺灣教育學院。
- 1981年，科學教育學系數學、物理、生物、化學等四組獨立為數學系、物理學系、生物學系、化學系。
- 1984年，增設特殊教育研究所碩士班。
- 1987年，增設科學教育研究所碩士班。
- 1989年，升格為國立彰化師範大學，並設有三個學院：教育學院、科學教育學院、職業教育學院。增設輔導研究所博士班、工業教育研究所碩士班。商業教育學系增設資訊管理組。
- 1990年，語文教育學系改名英語學系。
- 1991年，增設特殊教育研究所博士班，國文學系。
- 1993年，科學教育學院更名為理學院。英語學系增設碩士班，並分設語言學與英語教學組、英美文學組。增設美術學系、地理學系。增設科學教育研究所博士班。
- 1994年，增設工業教育研究所博士班、數學研究所碩士班。
- 1995年，增設商業教育研究所碩士班。
- 1996年，增設教育研究所碩士班、國文研究所碩士班。
- 1998年，增設地理學研究所碩士班、藝術教育研究所碩士班[47]。
- 1999年，增設數學研究所博士班、國文研究所教學碩士班、英語文教學碩士學位班、藝術教育教學碩士學位班。
- 2000年，原隸教育學院之英語學系、國文學系、美術學系、地理學系，新組文學院。原職業教育學院商業教育學系之教學分組個別獨立成系：會計組獨立為會計學系、資訊管理組獨立為資訊管理學系、國際貿易組獨立為企業管理學系，並成立管理學院。增設數位內容科技與管理研究所碩士班、電機工程研究所碩士班。
- 2001年，增設商業教育學系博士班、國文研究所博士班、人力資源管理研究所碩士班、機電工程學系、電機工程學系、體育學系。工業教育學系電子工程組獨立為電子工程學系。
- 2002年，設立工學院、管理學院。職業教育學院更名技術及職業教育學院。增設資訊工程學系。
- 2003年，增設教育研究所博士班、電機工程學系博士班、光電科技研究所碩士班、復健諮商研究所碩士班、電子工程學系碩士班。英語學系增設博士班，並分設語言學與英語教學組、英美文學組。
- 2004年，設立社會科學暨體育學院。增設兒童英語研究所碩士班、翻譯研究所碩士班、歷史學研究所碩士班、政治學研究所碩士班、應用運動科學研究所碩士班、資訊工程學系碩士班、車輛與軌道技術研究所碩士班。工業教育學系改名工業教育與技術學系。
- 2005年，增設統計資訊研究所碩士班、積體電路設計研究所碩士班、行銷與流通管理研究所碩士班、資訊管理學系碩士班、台灣文學研究所碩士班、運動健康研究所碩士班、光機電製程自動化產業研發碩士專班。
- 2006年，增設資賦優異教育研究所碩士班、顯示技術研究所碩士班、數位學習研究所碩士班、國際企業經營管理在職碩士專班、應用英語在職進修碩士學位班。數位內容科技與管理研究所併入資訊管理學系為數位內容科技與管理碩士班。美術學系增設碩士班，並分設藝術學組、藝術創作組。電子工程研究所碩士班微波與通訊組獨立為電信工程研究所碩士班。車輛科技研究所自工學院改隸技術及職業教育學院。車輛與軌道技術研究所改名車輛科技研究所。
- 2007年，增設人力資源管理研究所博士班、婚姻與家族治療研究所碩士班、輕度障礙教育研究所碩士班、環境暨觀光遊憩研究所碩士班。
- 2008年，成立進修學院。資訊管理學系大學部增設數位內容科技與管理組。增設資訊科技應用教師在職進修碩士班、公共事務與公民教育學系。
- 2009年，歷史學研究所自社會科學暨體育學院改隸文學院。
- 2011年，行銷與流通管理研究所併入企業管理學系為行銷與流通管理碩士班、藝術教育研究所併入美術學系為藝術教育碩士班、環境暨觀光遊憩研究所碩士班併入地理學系為環境暨觀光遊憩碩士班、積體電路設計研究所更名為資訊工程學系積體電路設計碩士班、政治學研究所併入公共事務與公民教育學系為碩士班。
- 2012年，數位學習研究所併入工業教育與技術學系為數位學習碩士班。體育學系改名運動學系。
- 2013年，停招英語教學碩士班。商業教育學系改名財務金融技術學系。應用運動科學研究所併入運動學系應用運動科學碩士班。
- 2014年，增設人力資源管理研究所碩士在職專班。
- 2015年，科學教育研究所數理教學碩士在職專班改名科學教育研究所數理創意教學及科普推廣碩士在職專班。婚姻與家族治療研究所併入輔導與諮商學系為婚姻與家族治療碩士班。
- 2017年，地理學系博士班更名為「地理暨環境資源博士班」、資訊工程學系積體電路設計碩士班更名為「資訊工程學系物聯網碩士班」。
- 2018年，財務金融技術學系改隸管理學院。

## 學術研究
該校自1994年教育改革以來積極與國內外各研究機構諦結合作關係，在美國與加州大學柏克萊分校、伊利諾大學香檳分校等頂尖研究型大學結為姐妹校，在中國則與上海交通大學、武漢大學等同時入選985工程與211工程的名校簽訂學術交流協議；國內則跟中央研究院、國家實驗研究院、工業技術研究院等國家學術中心攜手合作，並協助行政院推行工業4.0。
教育學及心理學方面，該校為臺灣輔導、心理諮商、特殊教育領域的發源地，2021年泰晤士世界大學排名教育學科名列全球第301-400名，全國第8名，同時校內出版的特殊教育學報被收錄於臺灣人文及社會科學期刊（TSSCI）。
彰師大語文中心並大量招收外籍生學習華語文，是臺灣最重要的華語教學機構之一，目前更與美國克里夫蘭大學開設中文教師碩士學位學程先修課程。另外彰師大亦設有全英語教學研究中心，為全臺灣最早推動全英語師培的大學之一。
彰師大亦與中央研究院簽署學術合作備忘錄，共同推動歷史GIS。管理學及商學方面，彰師大商教系為教改以前全國商業類教師的唯一來源，而管理學院也是全國師範體系學校中最先成立且最具規模者；並跟國際四大會計師事務所合作實施校園徵才；校方亦與臺灣證券交易所產學合作，共同培育會計及金融人才，且設置金融講堂，每周固定選任一至兩位金融服務業董事長級或政府財經高官到校授課。
工程學方面，2021年泰晤士世界大學排名工程技術學科名列全球第1001+名，且機電工程領域為全臺灣的發源地。工學院所有科系並獲得IEET國際工程及科技教育認證，同時該校在工程領域在2011年進入世界論文被引次數前1%。美商國家儀器捐贈儀器給彰師大。
近來成立生醫工程學分學程。彰師大並與中山大學、中興大學等國內指標學校共同加入由成功大學所成立的「心智影像研究中心」（Mind Research and Imaging Center）學術團隊，投入生物醫學、機械工程、心理、認知與數理統計等領域，目前心智影像研究中心業已與哈佛大學、北京大學、香港中文大學等外國頂尖學府進行跨學術交流及合作。

## 校園環境

### 進德校區

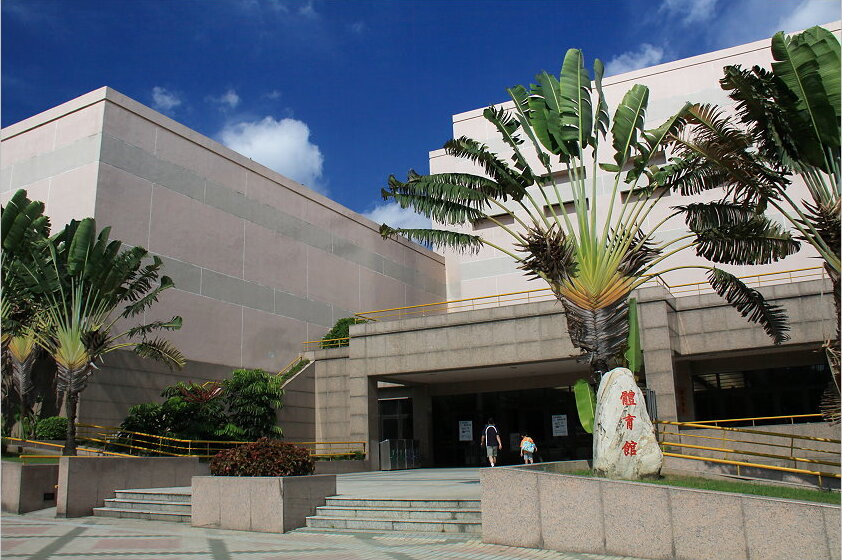
體育館

進德校區佔地24.9公頃，座落於彰化縣彰化市進德路1號，校地在1964年9月至1969年8月間為「臺灣省立進德實驗中學」，1969年改設「臺灣省立中等學校教師研習會」（彰師大前身）。位居市中心邊緣八卦山麓，緊鄰彰師附工，周遭有彰師大便當街、85度C、喜美超市以及全聯等商家，生活機能優越；同時亦鄰近彰化縣政府、彰化市公所、彰化縣議會、國立彰化生活美學館、彰化縣立圖書館、彰化縣立美術館等縣內重要機關。距離彰化車站2.5公里，約七分鐘車程。校門口並設有YouBike微笑單車租賃站，方便學生通勤使用。
進德校區位於八卦山大佛風景區內，校園內有許多歷史性建築（例如弘道館、藝薈館與擷英館等）與觀光景點（例如白沙湖），經常有許多遊客造訪，在學生第七宿舍後方有一條登山步道，名為彰化師大生態教學步道，是大佛風景區的景觀步道支線，全長約300公尺，可快速通達八卦山大佛、天空步道等知名景點，步道途中設有二處林間教室、六面地質解說牌與二面植物解說牌。

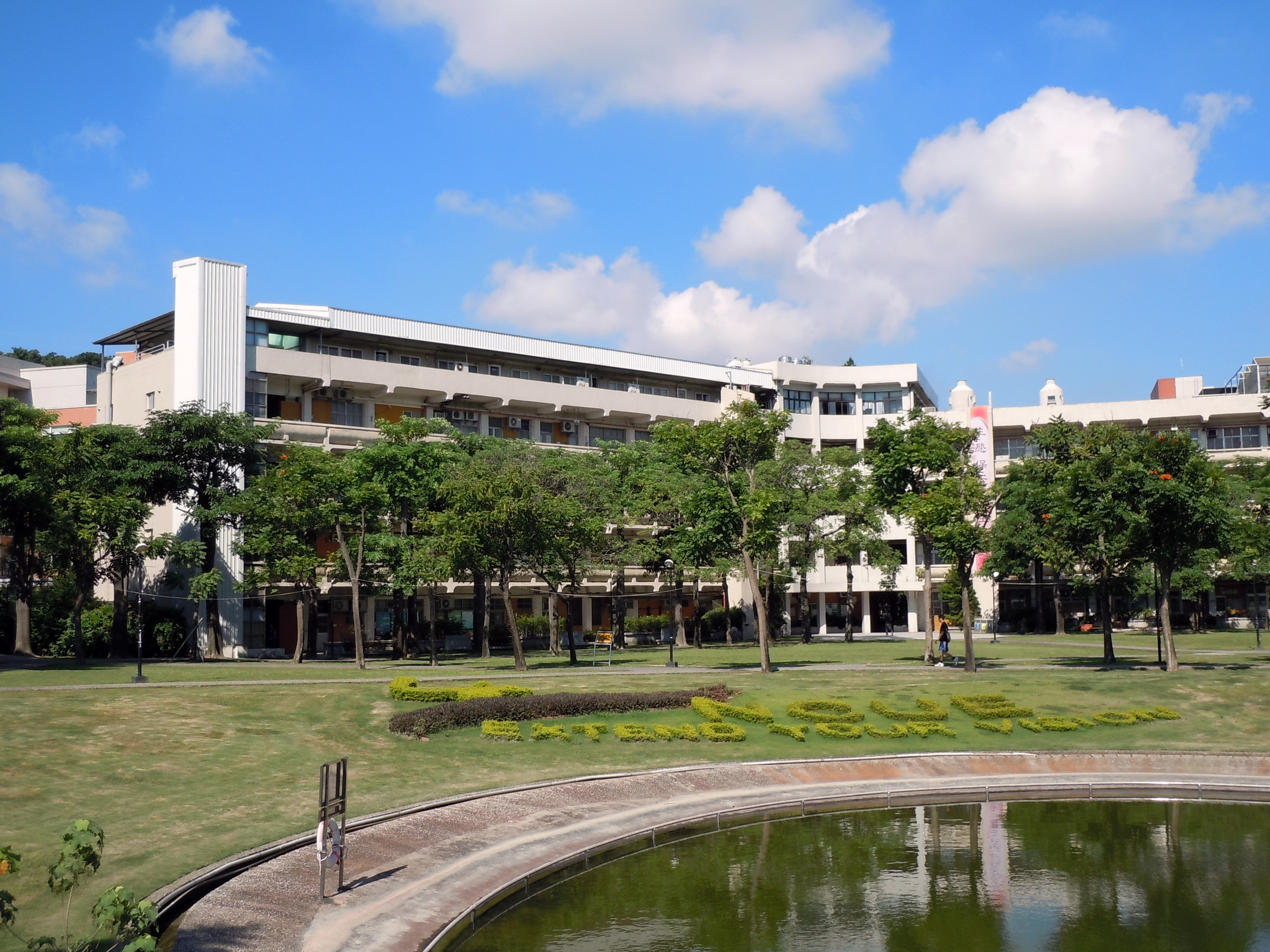
格致館與小白沙湖
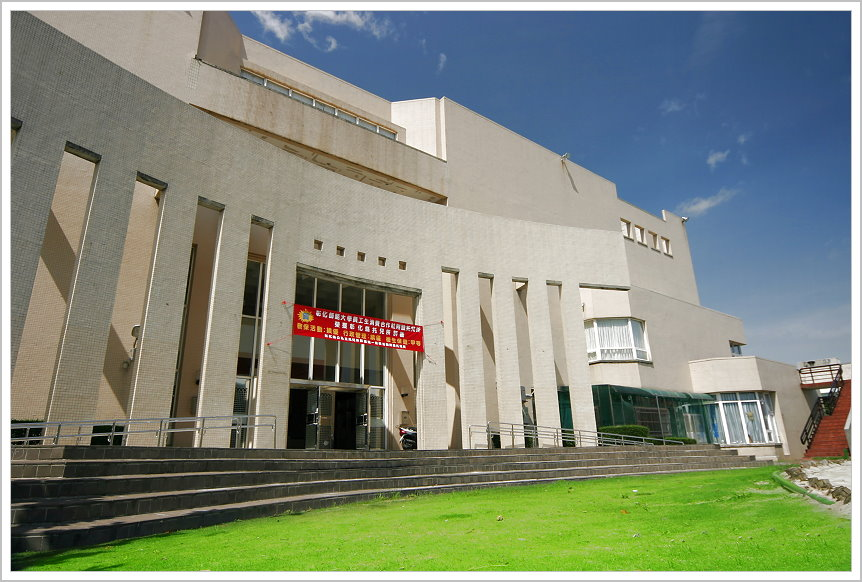
綜合中心
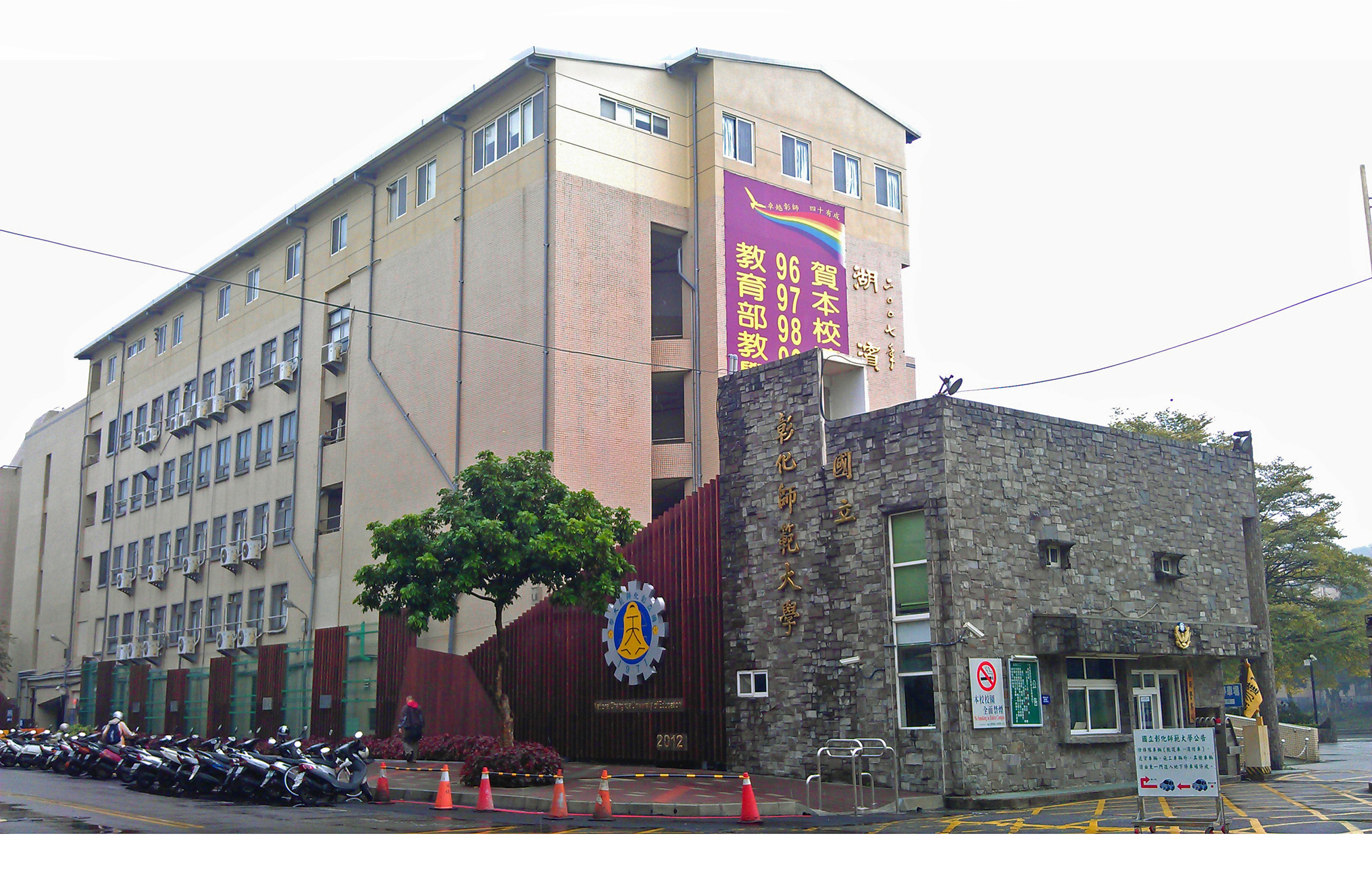
進德校區大門與湖濱館

### 寶山校區

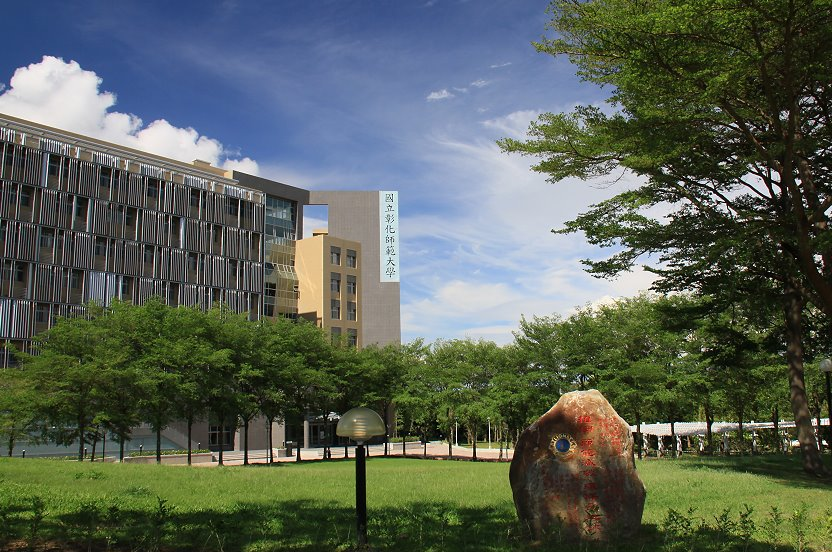
寶山校區工學院大樓

寶山校區是彰化師範大學的分校區，佔地26.2公頃，位於彰化縣彰化市師大路2號，鄰近彰化高中、彰化高商，居八卦山北部的山頂，海拔高度約100公尺，可環視整個彰化市區。該校區有力行館（機械大樓）、經世館、教學一館、教學二館、教學大樓、第九宿舍、第十宿舍和創新育成中心等建築物。
教學二館、教學大樓（工學院）完工，於2012年6月工學院師生可以進駐，解決教室不足的問題。
由寶山校區校門口斜坡往下約500公尺即為建國科技大學；距離進德校區約4公里，離火車站約3公里，在兩個校區間有約2.5公里的登山路線。

## 設施
| 總校區（進德校區） | 分校區（寶山校區） |
| --- | --- |
| - 湖濱館：一樓為部分機車或汽車的停車場以及少數教授研究室 - 至善館：特教系系館 - 綜合中心：舉辦演講、歌唱比賽或演唱會 - 明德館：輔導與諮商學系系館 - 巧思館：原為商教系（今財金系）館，後改為數學系系館 - 格致館：物理學系館，內有重要實驗室 - 椰林大道 - 白沙大樓：行政大樓，位於椰林大道尾端 - 孔子銅像 - 教學大樓（T大樓）：供上課用，六、七樓為進修學院 - 擷英館：英語學系系館，原為進德中學舊址 - 師大郵局 - 學生活動中心 - 王金平活動中心：設有大型展演場地 - 體育館：內部比照奧運規格設計 - 王金平游泳館：新建游泳池 - 圖書總館與電算中心：同棟但不相通 - 聲洋館：地理系系館 - 藝薈館：美術系系館，為啤酒廠遺址之一 - 弘道館：歷史建築，由修澤蘭設計，現為國文系系館與文物展示空間 - 學思樓（國文系二館）：新系館與研究室 - 白沙湖：分大白沙湖與小白沙湖 - 五棵樹大道 - 學生餐廳：內有十間以上商家 - 眷舍（五棟） - 學生第二至第八宿舍（審問樓、定靜樓、慎思樓、明辨樓、篤行樓） - 學人宿舍（二棟） - 語文中心：位於進德校區大門東側約150公尺，轉入學士街左側。設於2010年，辦理語文檢定與語言教學（如中文、英語、日語、韓語、法語、德語等），另設有華語專辦推廣華語文。 | - 力行館（機械大樓）：設有工教系、人力資源所、健康中心 - 經世館：商管學系、資管所、財金所、會計所、圖書分館與行政辦公室 - 教學一館：教一會、教一商、教一企等教室 - 教學二館：學生諮商輔導中心寶山分處（4樓） - 寶山教學大樓（工學院大樓）：2012年進駐，供工學院使用 - 經世二館：興建中 - 創新育成中心 - 黑松林 - 第九宿舍（知止樓）：地上8樓、地下1樓 - 第十宿舍 |

## 學校象徵

### 校徽
校徽形狀由齒輪意象構成，象徵轉動臺灣的教育環境，中間有一個傳統師範的象徵：鐘鐸，意味振聾發聵，鐘上鑲有「天」字型的圖案，其涵育白沙人具有「究天人之際，通古今之變」的素養；校名頭尾各有一朵中華民國國花：梅花，代表師範堅忍不拔的精神。

### 校訓
新： 日日求新，拓展生動教育。

本： 事事求本，復興中華文化。

精： 步步求精，發揚科學精神。

行： 時時求行，實踐力行哲學。

### 校旗
彰師大校旗以中華民國國旗配色為主軸，以藍色為底，白色為「國立彰化師範大學」字樣，紅色為校徽。

### 校花
於45週年校慶票選出緬梔花（別稱雞蛋花）、山櫻花及阿勃勒三樣校慶紀念花，其中緬梔花就定為彰師大校花。

### 吉祥物
由於灰面鵟鷹經常在校園上方盤旋，又因其眼銳利，雙翼寬廣有勁而象徵生命活力，特別將此定為校園吉祥物。

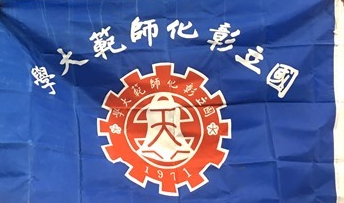
彰化師大校旗
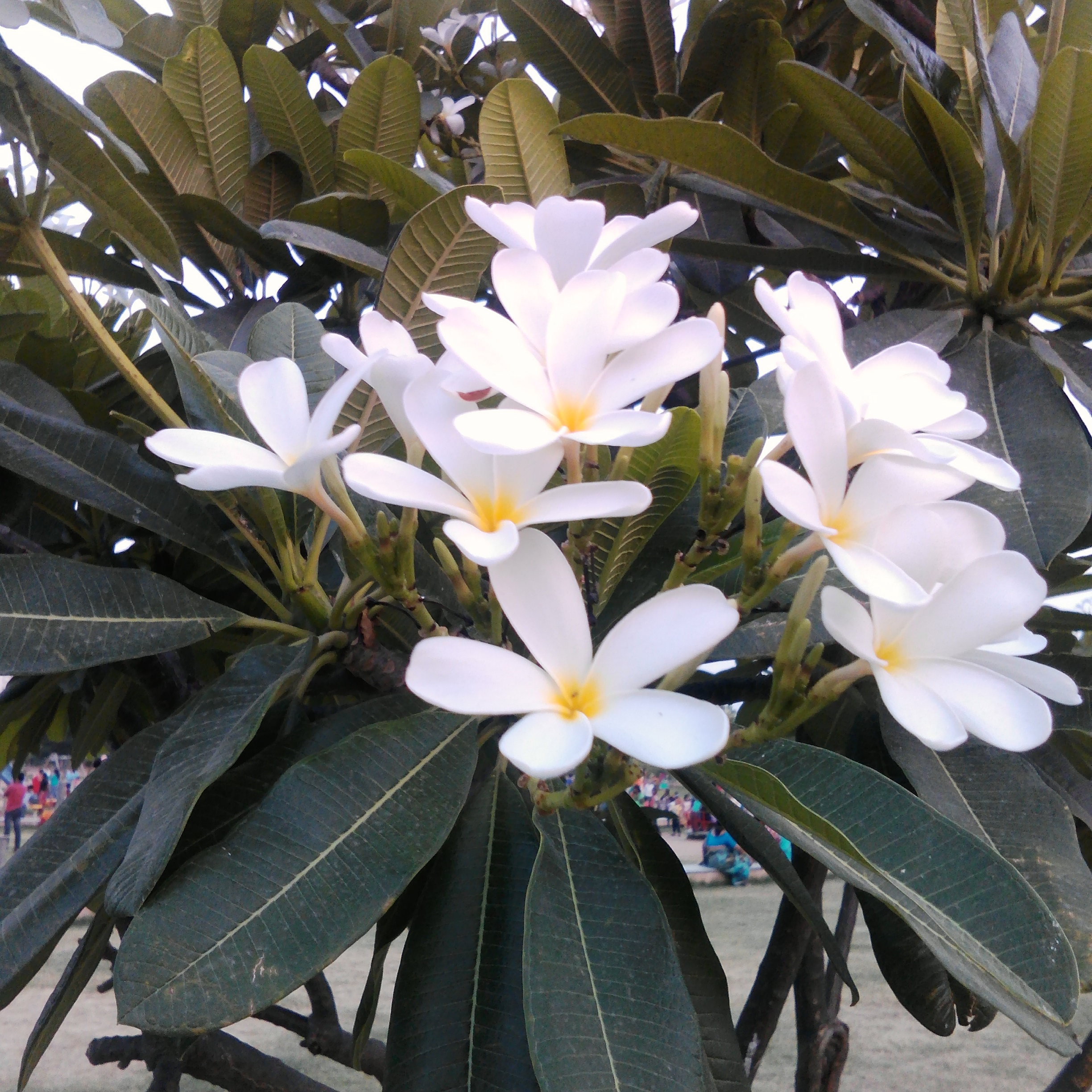
緬梔花
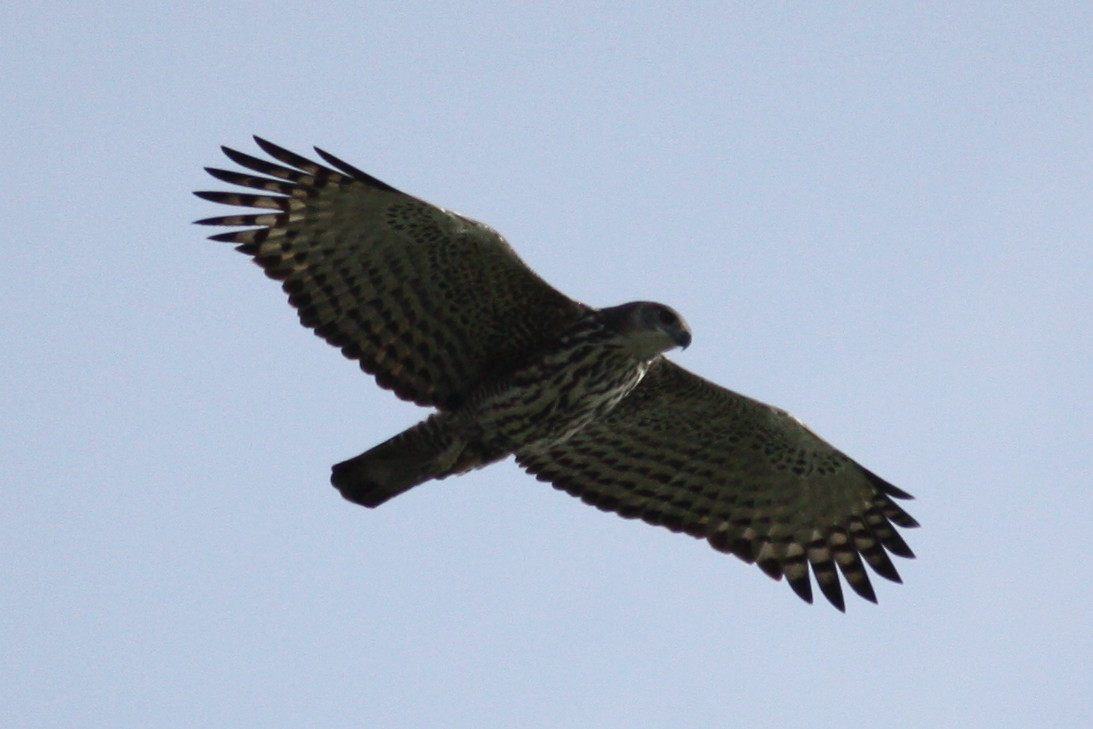
灰面鵟鷹

## 歷任校長
| 任期 | 姓名   | 任職日期       | 離職日期       | 備註     |
| ---- | ------ | -------------- | -------------- | -------- |
| 01   | 許智偉 | 1971年         | 1974年         | 首任     |
| 02   | 張植珊 | 1974年         | 1983年         |          |
| 03   | 葉學志 | 1983年         | 1992年10月6日  |          |
| 04   | 陳倬民 | 1992年10月7日  | 1998年12月21日 |          |
| 05   | 李威熊 | 1998年12月22日 | 1999年5月5日   | 代理校長 |
| 06   | 康自立 | 1999年5月6日   | 2004年10月15日 |          |
| 07   | 王文科 | 2004年10月16日 | 2005年7月31日  | 代理校長 |
| 08   | 張惠博 | 2005年8月1日   | 2012年7月31日  |          |
| 09   | 郭艶光 | 2012年8月1日   | 2020年7月31日  | [ 73 ]   |
| 10   | 陳明飛 | 2020年8月1日   |                |          |

## 組織

### 教學單位
| 教育學院 | 特殊教育學系暨碩士班 資賦優異碩士班 輕度障礙教育碩士班 特教教學碩士在職專班                                                          | 輔導與諮商學系暨碩士班 大學部學校輔導與諮商組 大學部社區輔導與諮商組 婚姻與家族治療碩士班 心理健康與諮詢碩士在職專班 輔導活動教學碩士在職專班 馬來西亞華文在職進修輔導與諮商境外碩士專班 |
| 教育學院 | 教育研究所 教育創新與人力發展碩士在職專班 教育與學校行政碩士在職專班 教育學回流碩士在職專班 教育學暨學校行政馬來西亞境外碩士在職專班 | 復健諮商研究所 |

| 文學院 | 國文學系暨碩士班 國語文教學碩士在職專班 國文學系博士班                                          | 英語學系暨碩士班 英語文教學碩士在職專班 應用英語碩士在職專班                    |
| 文學院 | 美術學系暨碩士班 藝術教育碩士班 藝術教育教學碩士在職專班 藝術教育學馬來西亞境外教師碩士在職專班 | 地理學系暨碩士班 環境暨觀光遊憩碩士班 地理教學碩士在職專班 地理暨環境資源博士班 |
| 文學院 | 歷史學研究所                                                                                    | 翻譯研究所                                                                      |
| 文學院 | 兒童英語研究所                                                                                  | 台灣文學研究所                                                                  |

| 理學院 | 數學系暨碩士班                                    | 物理學系暨碩士班 大學部物理組 大學部光電組 |
| 理學院 | 生物學系暨碩士班 生物技術碩士班                   | 化學系暨碩士班                             |
| 理學院 | 科學教育研究所 數理創意教學及科普推廣碩士在職專班 | 光電科技研究所                             |
| 理學院 | 統計資訊研究所                                    |                                            |

| 社會科學暨體育學院 | 運動學系暨碩士班 應用運動科學碩士班 運動與健康休閒碩士在職專班 | 運動健康研究所 |
| 社會科學暨體育學院 | 公共事務與公民教育學系暨碩士班                                 |                |

| 工學院 | 機電工程學系暨碩士班 | 電機工程學系暨碩士班                                           |
| 工學院 | 電子工程學系暨碩士班 | 資訊工程學系暨碩士班 物聯網碩士班 資訊科技應用教學碩士在職專班 |
| 工學院 | 電信工程研究所       | 工學院國際工程碩士學位學程                                     |

| 管理學院 | 會計學系暨碩士班 企業高階管理碩士在職專班（EMBA）                             | 企業管理學系暨碩士班 行銷與流通管理碩士班 國際企業經營管理碩士在職專班（IMBA） |
| 管理學院 | 資訊管理學系暨碩士班 數位內容科技與管理碩士班 創新與管理碩士在職專班（IMMBA） | 財務金融技術學系暨碩士班 行政管理碩士在職專班 商業教育教學碩士在職專班         |

| 科技學院 | 電機與機械科技學系暨碩士班      | 人力資源管理研究所           |
| 科技學院 | 技術及職業教育研究所            | 人工智慧科技應用碩士學位學程 |
| 科技學院 | 智慧車輛工程學系 車輛科技研究所 |                              |

| 進修學院 |
| -------- |

| 師資培育中心 |
| ------------ |

| 通識教育中心 |
| ------------ |

### 行政單位
| 行政單位 | 校長室           | 李副校長室             | 陳副校長室             |
| 行政單位 | 教務處           | 學務處                 | 總務處                 |
| 行政單位 | 人事室           | 主計室                 | 秘書室                 |
| 行政單位 | 研究發展處       | 高中職教學資源中心     | 校務研究中心           |
| 行政單位 | 國際暨兩岸事務處 | 公共事務與職涯發展中心 | 語文中心               |
| 行政單位 | 體育室           | 學生心理諮商與輔導中心 | 環境保護暨安全衛生中心 |
| 行政單位 | 圖書與資訊處     | 教學卓越中心           |                        |

### 研究推廣單位
| 校級中心 | 社區心理諮商及潛能發展中心 | 特殊教育中心 |
| 校級中心 | 科學教育中心               | 技職教育中心 |
| 校級中心 | 環境教育中心               |              |

| 研究發展處所屬中心 | 研究倫理治理中心                   | 台灣自旋科技中心           |
| 研究發展處所屬中心 | 奈米科技頂尖研究中心               | 前瞻光電研究中心           |
| 研究發展處所屬中心 | 晶片技術中心                       | 臺灣綠色能源科技中心       |
| 研究發展處所屬中心 | 資訊與通訊研究中心                 | 機電整合與系統控制研究中心 |
| 研究發展處所屬中心 | 共同儀器中心                       | 虛擬儀控中心               |
| 研究發展處所屬中心 | 工程材料試驗中心                   | 車輛科技研究中心           |
| 研究發展處所屬中心 | 空間資訊與社會防災研究中心         | 數據研究中心               |
| 研究發展處所屬中心 | 全球創意創新創業暨管理科技研究中心 | 先進科技輔助泛自閉症中心   |
| 研究發展處所屬中心 | 材料科學與工程頂尖研究中心         | 沃旭儲能研究中心           |

| 院系所級所屬中心 | 行為輔導研究發展中心           | 華人生涯研究中心           |
| 院系所級所屬中心 | 身心障礙者職業重建服務資源中心 | 本土諮商心理學研究發展中心 |
| 院系所級所屬中心 | 性別與家庭研究中心             | 全英語教學研究中心         |
| 院系所級所屬中心 | 全國詩學研究資料中心           | 台灣鄉土教學研究中心       |

| 其他中心 | 創新育成中心 | 師大文創中心 |

## 校際結盟

### 跨校研究中心

#### 台灣自旋科技研究中心
2002年彰師大與中正大學、雲林科技大學共同建立校際聯合研究中心「台灣自旋科技研究中心」（Taiwan Spin Phenomena Integrated Nanotechnology Research Center，簡稱為），中心設立宗旨在於探討電子的自旋現象與其相關物理的基礎研究以及積體奈米科技的應用開發，並培養自旋電子學（Spintronics）方面的研究人才。

### 臺灣區塊鏈大學聯盟
區塊鏈是近幾年全世界熱切討論的新興科技，為了因應此潮流，由臺大、政大、清大、交大、成大、臺師大、彰師大、臺科大、北科大等臺灣15所大學，於2019年5月31日共同成立「臺灣區塊鏈大學聯盟」，未來該聯盟將整合各校資源，推動培育臺灣區塊鏈人才，扎根區塊鏈研究，並建置論壇、舉辦研討會及論文發表會、發行刊物及區塊鏈產業地圖、舉辦企業參訪、媒合企業及各校區塊鏈人才、推動區塊鏈國際交流。
聯盟中各校均有不同的優勢，其中彰師大將與臺師大合作成立第一個基礎區塊鏈高中教室，將區塊鏈技術應用於教育學領域。

### 產學聯盟
由友達、仁寶、緯創共同發起的GOLF（Gap of Learning & Field）學用接軌聯盟（页面存档备份，存于），邀集國內大型企業與大學加入，整合各家公司豐富的培訓及實習資源，促進學校教育與產業需求的人才能力接軌，結合企業和學校的力量，開創產學雙向串聯、資源共享的創新合作模式。目前參與的企業包含友達、仁寶、緯創、台灣微軟、勤業眾信、微星、瀚宇博、力成等20家大型業者；參與的大學則有交大、成大、中央、中山、中興、中正、彰師大、台科大、北科大等36所。

### 其它學術聯盟
- 彰師大與臺灣大學、交通大學、清華大學、成功大學、政治大學、中央大學、中山大學、中正大學、中興大學、臺灣師範大學以及臺灣科技大學，共12所學校組成校園網路聯盟，只要擁有其中一校的帳號密碼，便可在這12所學校中無限制地使用無線網路與電腦設備[82]。
- 彰師大語文中心2018年9月與國立清華大學、國立政治大學、東吳大學、輔仁大學等25校華語文中心聯合組成華語測驗聯盟，此後將可提升各校整體教學品質與發展，而此次26校之合作聯盟，將成為國家華語測驗推動工作委員會（華測會）外最大的華語測驗題庫平臺[83][84]。
- 彰師大地理學系與國立臺灣大學地理環境資源學系於2013年簽訂合作協議書，雙方將展開緊密的學術合作，且兩校學生得以跨校修課[85]。

## 學術排名

### 綜合排名
2011年在世界大學科研論文質量評比中，彰師大世界排名第167名，亞洲第55名。
2013年在學術出版集團《自然》發佈的自然指數（Nature Index）排名中，彰師大進入世界前500大學術機構，位列於全球第469名；國內排名第7，僅次於國立清華大學、國立台灣大學、國立交通大學、國立成功大學、國立中央大學與國立中山大學。
2015年上海交大兩岸四地百強大學排名（ARWU），彰師大與政治大學同列於第79名。
2022年《CWUR世界大學排名》，彰師大全球排名1892名，臺灣排名第34名
2022年在世界大學學術排名學科排名中，彰師大在教育學領域排名全球第201-300名之區段，臺灣並列第5名
2022年在QS亞洲大學排名的排行裡，彰師大亞洲排名第451-500名之區段，臺灣並列第32名。
2022年在《泰晤士新興經濟體大學排名》中，彰師大名列第501名之外，臺灣並列第30名。
2023年《泰晤士高等教育世界大學排名》彰師大全球排名第1501名之外，臺灣並列第30名。
- 教育學科名列全球第301-400名之區段，臺灣排名第5名[101]
- 工程學全球排名第1001名之外，臺灣排名並列第24名[102]
- 理學全球排名第1001名之外，臺灣排名並列第19名[103]

2022年在《泰晤士世界大學影響力排名》中，彰師大位列全球第301-400名，臺灣排名第10名。
2022年在《泰晤士亞洲大學排名》中，彰師大名列亞洲排名第501名之外，臺灣並列第30名。
2022年在莫斯科全球大學排名，彰師大位列全球第791名，全國排名第19名；四項指標中，排名全球784名、排名全球781名、 全球排名807、 全球排名500。

### 學術出版品
另外彰師大的論文也都被高度引用，根據高等教育評鑑中心發表「2009WOS論文統計」報告所擇優公佈之各學門前15名單中，該校數學系暨統計資訊所在量的部份論文總篇數為全國第11名，論文被引用平均次數亦為全國第11名、化學系在2009-2011年論文被引用平均次數更連續3年全國第1名；而全校發表論文總篇數排名為全國第13名。
彰師大的學報和期刊有以下幾種：
| 學報 - 國立彰化師範大學文學院學報 - 彰化師大教育學報 - 輔導與諮商學報 - 彰化師大體育學報 - 白沙歷史地理學報 - 特殊教育學報 - 國文學誌 | 期刊 - 師資培育與教師專業發展期刊 - 技職教育期刊 |

## 圖書館

### 簡介

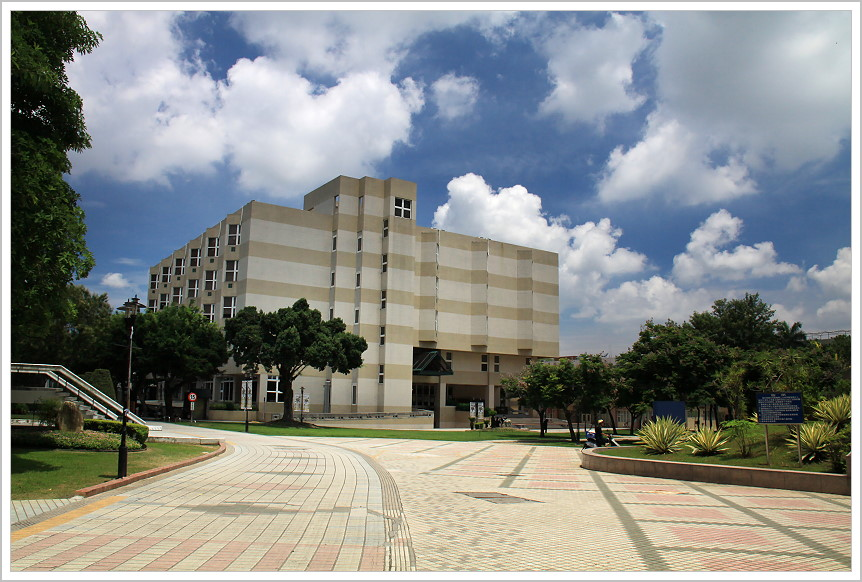
彰化師大總圖書館，其電算中心位於五樓

彰化師大圖書館最早創立於1964年，當時名稱為「臺灣省立進德實驗中學圖書室」，在1970年改為「臺灣省中等教師研習會圖書館」（原建築即今弘道館），1971年學校校名改為「臺灣省立教育學院」，1976年秋，正式命名為「中正圖書館」（附屬教務處）。1980年學校改隸教育部，圖書館也一同改為為一級單位（脫離教務處獨立為圖書與資訊處），1989年改名師範大學後，弘道館準備供國文學系使用，新建圖書館於1990年12月落成，1991年4月完成遷館，同時正式館名全銜改為「國立彰化師範大學圖書館」。另於1997年3月，在寶山校區經世館設立「寶山分館」，方便寶山校區的師生借閱館藏。
彰師大圖書館目前藏書超過60萬冊（包含紙本圖書與電子書）、微縮影片約55萬片、學術期刊約13萬種（包含紙本期刊、電子期刊）、視聽資料3萬餘件，是目前中部地區館藏最豐富的圖書館。
近年來彰師大圖書館與中部地區所有大學圖書館組成中部大學圖書館聯盟，另外在非中部地區彰師大也與臺大、清大等10餘所大學圖書館有館際合作。

### 歷任館長

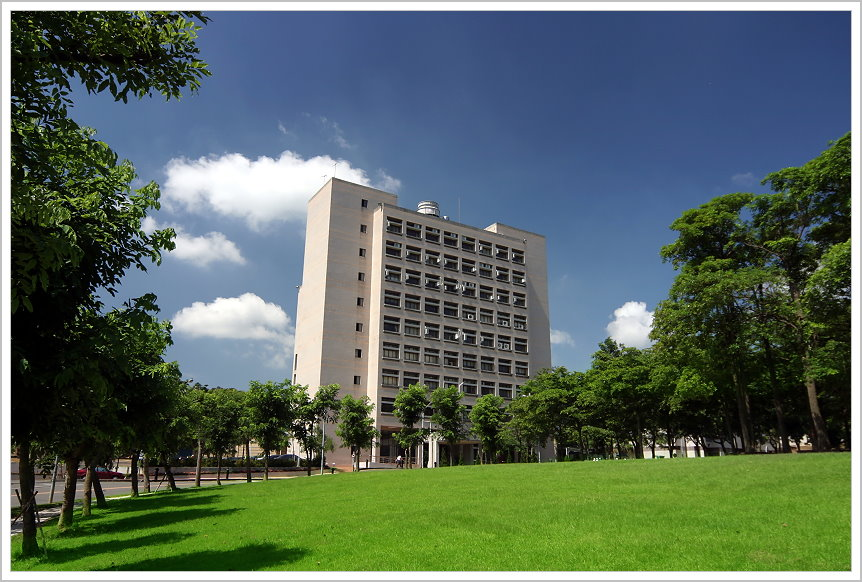
寶山校區經世館

以下是彰師大圖書館歷任館長：
| 任期 | 姓名   | 任職日期  | 離職日期  | 備註     |
| ---- | ------ | --------- | --------- | -------- |
| 01   | 彭國樑 | 1971年8月 | 1979年7月 | 首任     |
| 02   | 張水木 | 1979年8月 | 1980年7月 |          |
| 03   | 吳秀碧 | 1980年8月 | 1986年7月 |          |
| 04   | 謝廣全 | 1986年8月 | 1989年7月 |          |
| 05   | 何福田 | 1989年8月 | 1990年7月 |          |
| 06   | 傅寶真 | 1990年8月 | 1994年7月 |          |
| 07   | 蔣家唐 | 1994年8月 | 2000年7月 |          |
| 08   | 紀潔芳 | 2000年8月 | 2003年7月 |          |
| 09   | 葉凱莉 | 2003年8月 | 2006年7月 |          |
| 10   | 張錦特 | 2006年8月 | 2009年1月 |          |
| 11   | 林惠芬 | 2009年2月 | 2012年1月 |          |
| 12   | 石文傑 | 2012年2月 | 2012年7月 |          |
| 13   | 林哲鵬 | 2012年8月 | 2014年7月 |          |
| 14   | 蕭如淵 | 2014年8月 | 2018年7月 |          |
| 15   | 黃其泮 | 2018年8月 | 2020年7月 |          |
| 16   | 伍朝欽 | 2020年8月 | 迄今      | 現任館長 |

## 資訊服務
彰化師大自1991年起開始建置校園網路，於1992接上臺灣學術網路（TANet），為中部地區繼中興大學後第一個連上臺灣學術網路之學校。自1994年至2001年7月初，擔任TANet彰化縣網路中心之角色，全縣各級學校皆經由該校連上臺灣學術網路。除協助各校網路連線之外，在教學訓練上方面亦加以主導協助，分別成立全國教育資訊服務系統中區中心，對全縣教育網路加以普及化與整合。

## 王金平游泳館

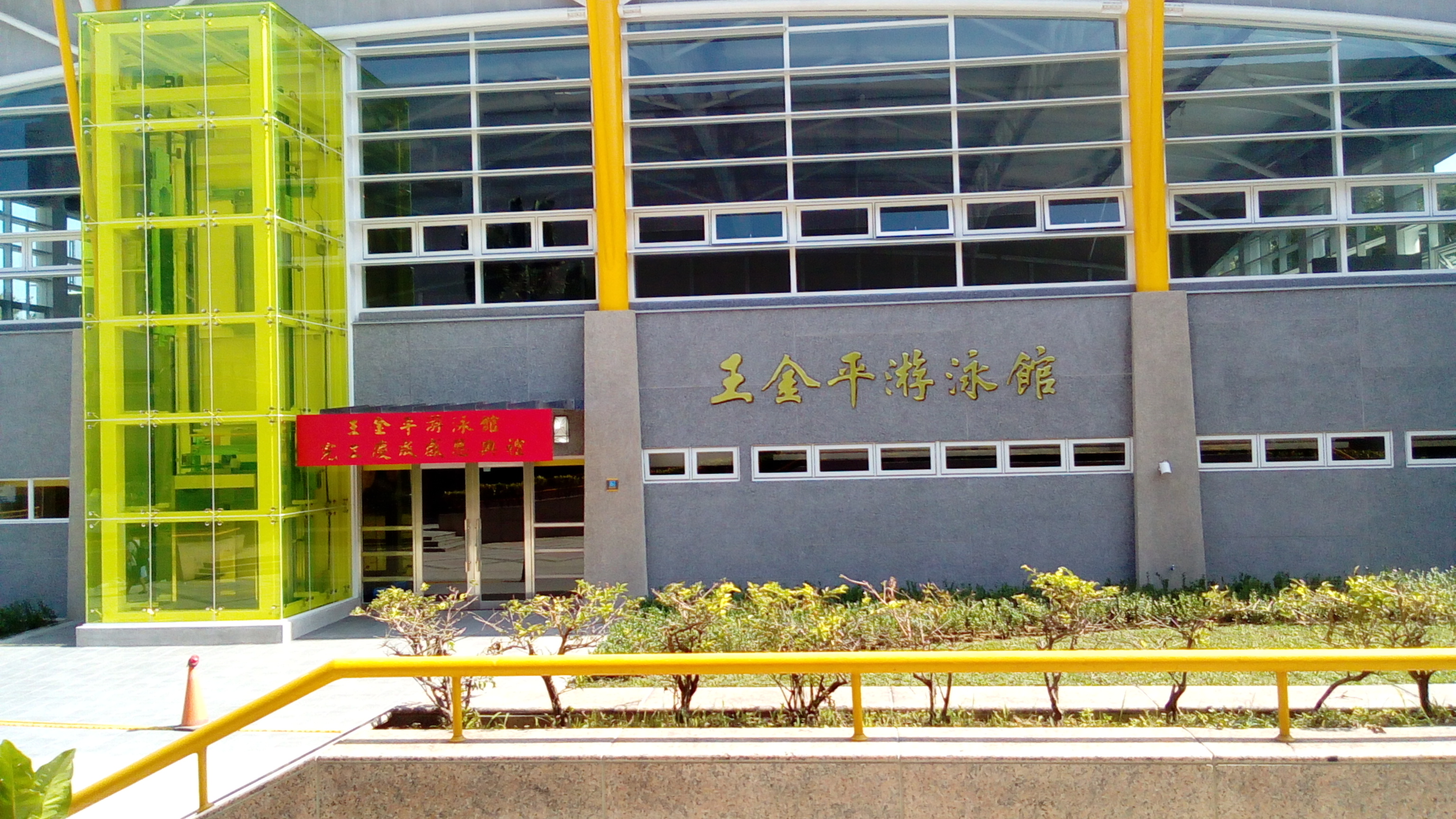
王金平游泳館

彰師大的舊游泳池因設備老舊、使用率低以及為了興建學生活動中心及體育館等因素，於1992-1993年已將其填平。後來因該校運動學系強烈建議興建一個現代化游泳池來培訓游泳健將，同時許多校內學生也希望在休閒時間能夠有一個游泳池可以游泳，學校因而召開校務會議來決定是否興建，最後由於多數校務基金已預定用來建設寶山校區來增加寶山校區的使用率，而暫緩興建。後來在2005年的進德中學師生聯誼會上，尹衍樑先生耳聞母校有意興建游泳池，便去詢問郭艶光校長，校長也證實後，尹衍樑隨即找來恩師王金平做見證人，並於2005年12月16日正式捐贈彰師大3億元新臺幣。
游泳池於2017年5月15日動工，2017年11月8日完工，11月14日正式啟用。尹衍樑為了感念恩師的教誨，特別要求命名為王金平游泳館，佔地1420平方公尺，有8個25公尺長水道，水深110公分至155公分；另外還有兩個SPA池與多個滑水道，最多可容納270人。
目前游泳館不僅開放給校內師生，附工師生、校友以及校外人士亦可購票進入，門票價格依身分不同收取新臺幣50~80元不等。

## 附屬機構

#### 附屬高工

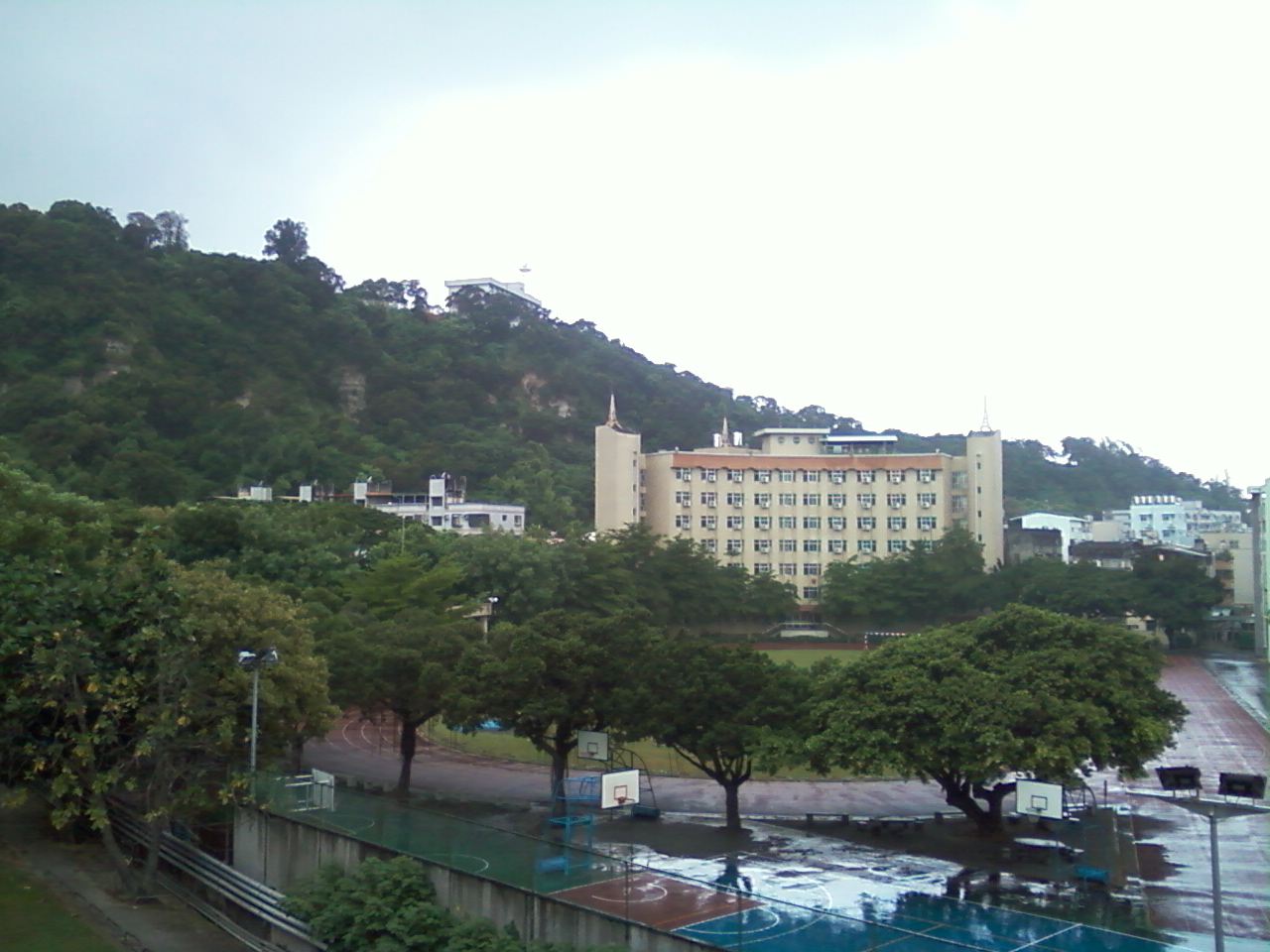
附工校園一景

設有國立彰化師範大學附屬高級工業職業學校，佔地4.74公頃，緊鄰進德校區。作為師範大學附屬學校，過往為試驗新教材實地教學的實驗學校，用來確定新教材的適用無虞後再推廣為他校使用。彰師附工是臺灣唯一附屬於師範院校的技職教育學校，也因此造就彰師大在技職教育領域的優勢。除了是教材的實驗學校外，亦作為彰師大師資培育學生的教學實習學校。

#### 彰師大獅子會
彰化縣彰化師大國際獅子會是由一群自彰師大畢業的校友所成立，多數是企業家，其成立宗旨為協助學校發展與提供學生獎助學金，多年來已幫助許多學生以及協助多項校務進展。

#### 白沙文教基金會
財團法人白沙文教基金會是由彰師大校友總會創會理事長謝招宏先生所創立，成立主要目的是為了鼓勵校內教職員做學術研究，因此基金會每年都會辦理多項學術研究獎項，並提供獎金。

#### 其他機構
- 彰化師大國際企業經營協會（IMBA）
- 彰化師大企業高階管理研究發展協會（EMBA）
- 彰化師大傑出校友發展協會
- 附設幼兒園

## 校園生活

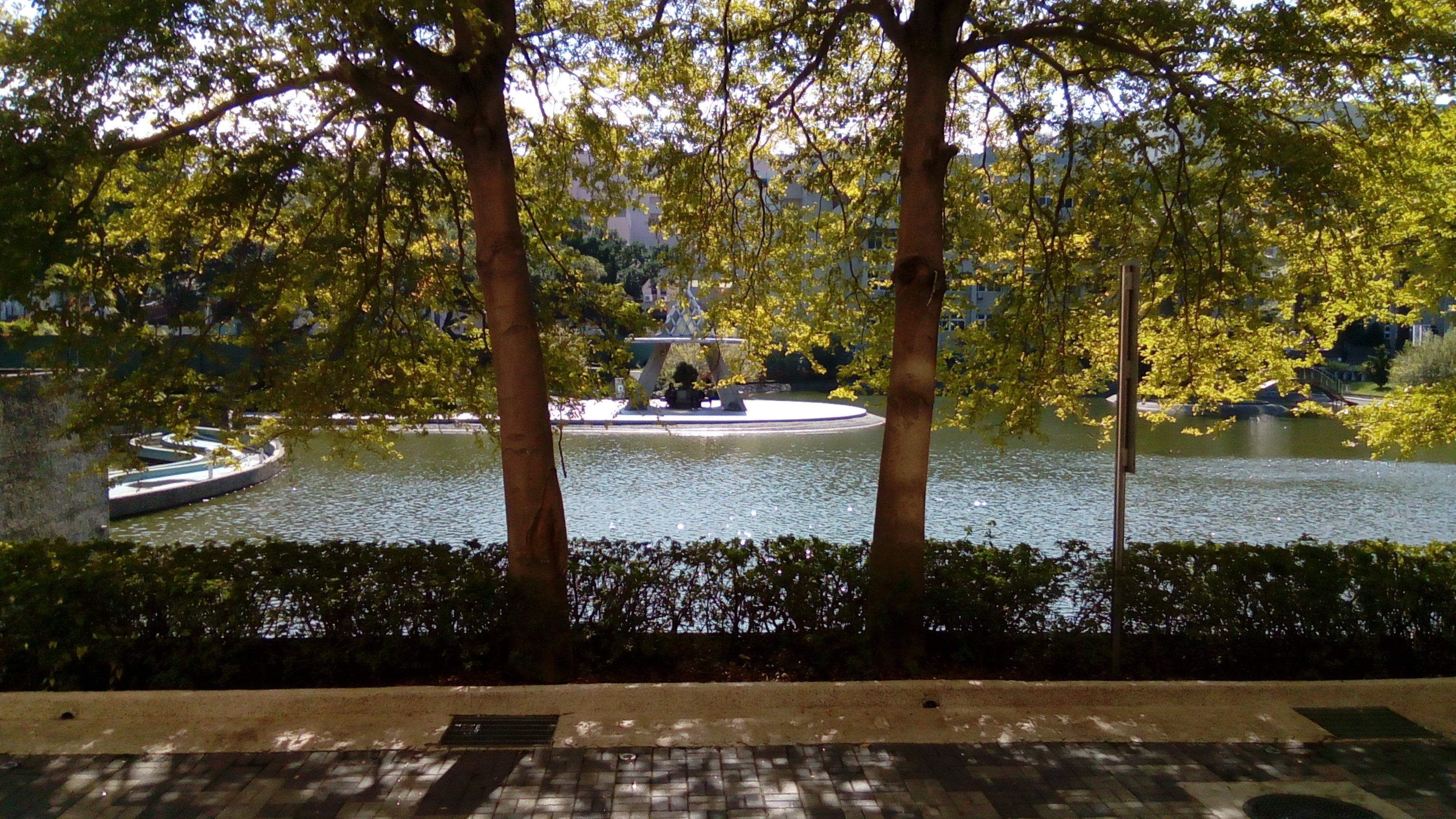
大白沙湖

### 校園重要景點

#### 白沙湖
白沙湖是彰師大最著名的景點之一，從彰師大進德校區的大門一進去即可看到，位於椰林大道的兩側，左邊為大白沙湖，右邊為小白沙湖，其中大白沙湖中有噴水設施，其噴水的高度約達5公尺－6公尺，小白沙湖則是以湧泉的方式，高度僅1公尺左右；白沙湖周遭廣植多種的花，例如杜鵑花、聖誕紅等等，尤其每年春天之際，白沙湖周圍都開滿杜鵑花；白沙湖中經常可見多種野生水鳥，尤其以水鴨最為常見，而白沙湖邊亦有人工飼養的鴿子和鴨子，其早晨和傍晚常可以見到運動的民眾餵食。

#### 椰林大道

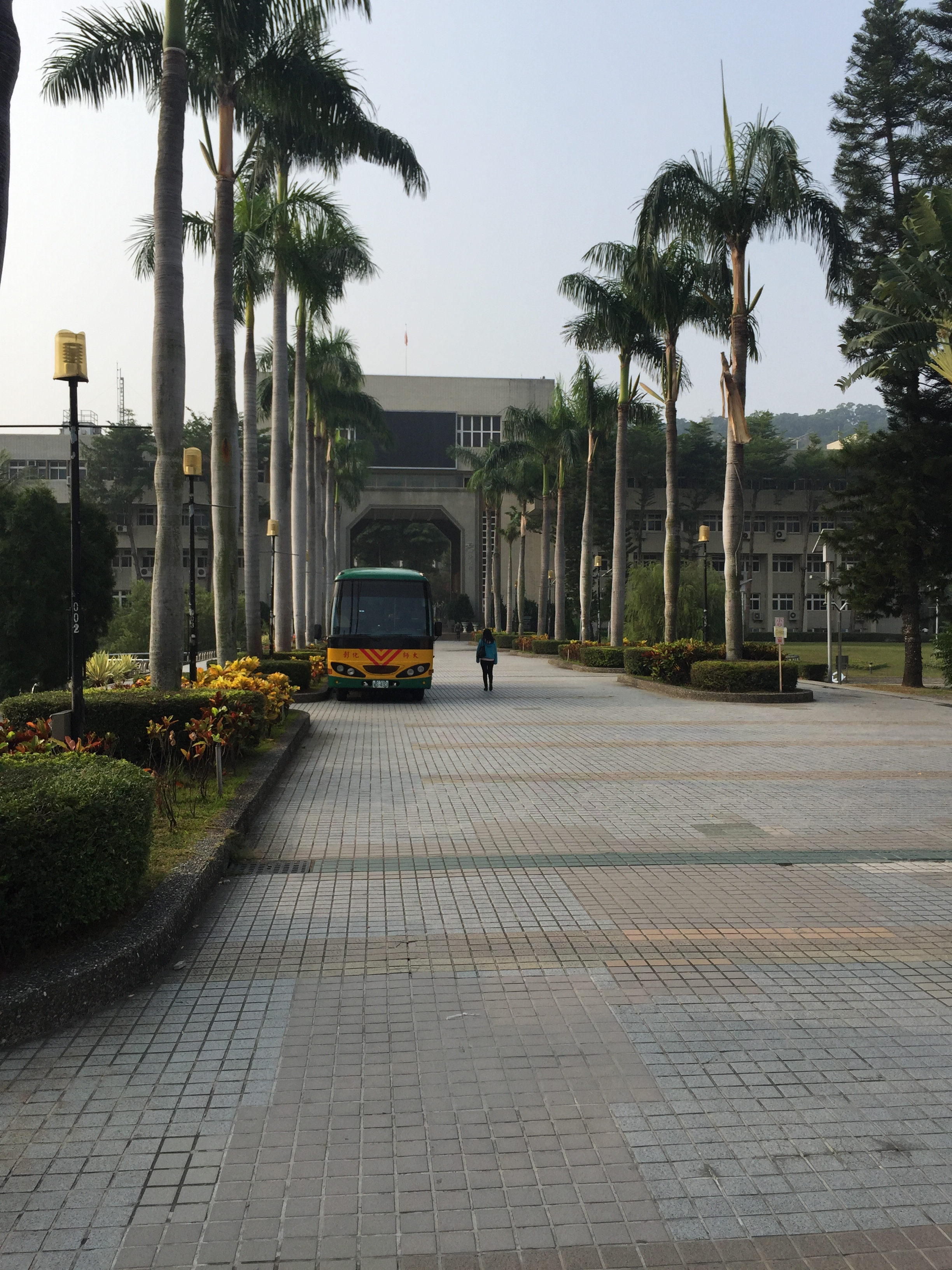
椰林大道與白沙大樓

彰師大椰林大道位於進德校區大門口直走進去約5步即可到達，椰林大道的尾端即是白沙大樓，兩側是白沙湖，這裡每年皆舉辦許多重要活動，例如一年一度盛大的校園徵才活動和社團博覽會，甚至是露天演唱會、演講等等。

#### 白沙大樓
白沙大樓是彰師大的行政大樓，位於椰林大道的尾端，從中山路彎到進德路即可清楚看見，其來自世界各地的重要貴賓或國內高官均於白沙大樓接待。

#### 白沙山莊石碑

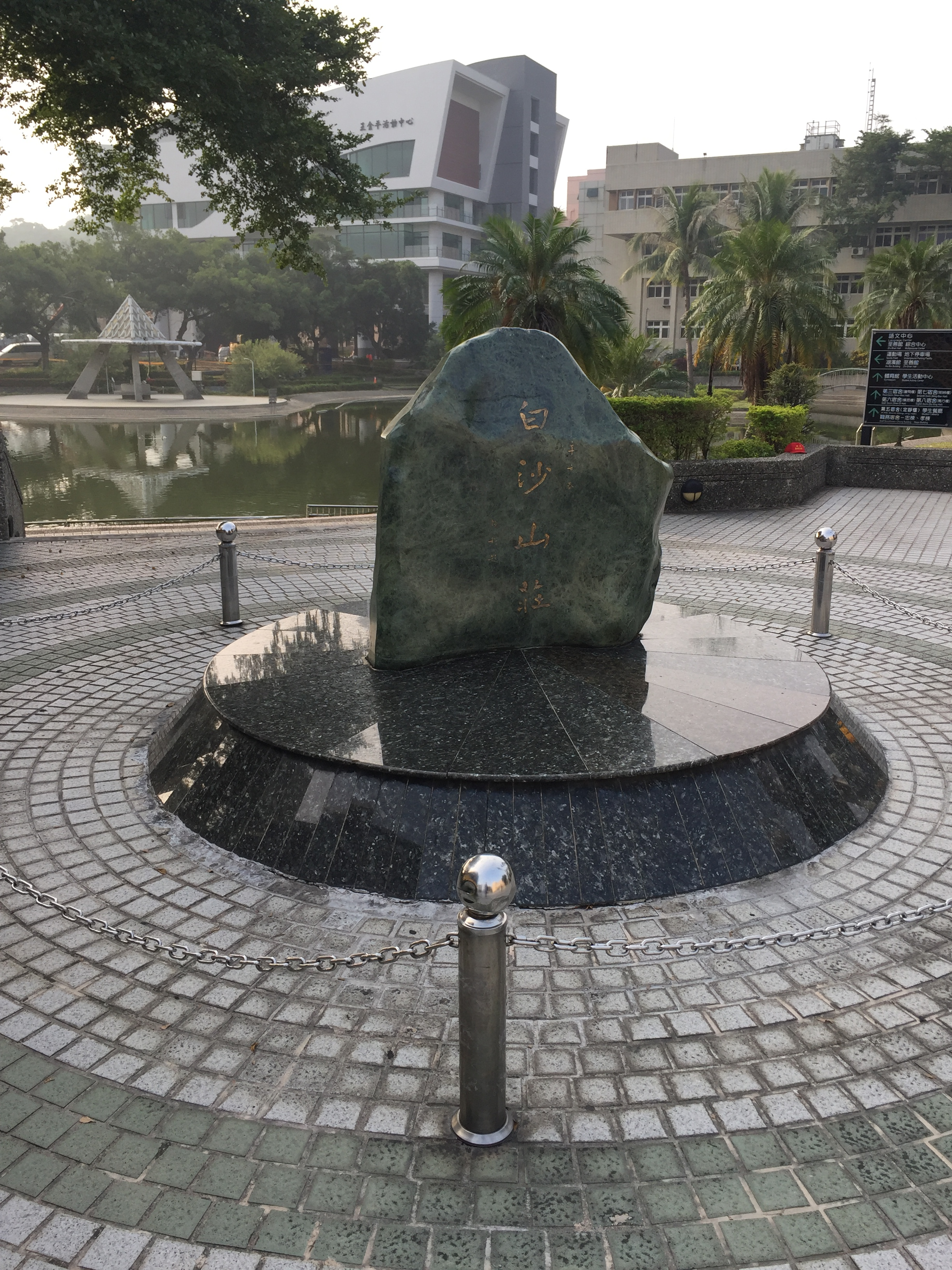
白沙山莊石碑

白沙山莊蛇紋岩碑立於1971年3月29日，位於進德校區校門口湖濱館旁，時正值臺灣省中等教師研習會即將改制臺灣省立教育學院，碑上詳細刻出研習會成立宗旨與命名始末，完整碑文如下：
|  | 本會位於彰化市內南傍八卦山北臨大肚溪實極山水之秀清乾隆十年臺灣鄉賢為紀念明儒陳獻章先生所創之白沙書院即在此區域台灣省教育廳長兼本會主任潘振球先生特據此命名會址為白沙山莊以示傳承中華文化道統之意。 茲同人等來會參加研習僉認此意深遠迺共獻蛇紋岩碑一座除恭請蒞會講學之錢賓四先生題署外並錄白沙山莊記序一文藉申其義文曰： 虎觀論經元春既遇諸儒鴻都刻石光和始置學士制取虞周人皆鄒魯斯承教育之啟也槐市雍容春凮可坐杏壇絃誦化雨均霑或游緇林而暫憩或設絳帳以相傳或流連史蹟探反省之本或懲毖時危期議政於新或耽窮經光聖道於精或廣佈教化起篤踐之行理有固肰事非偶至本會所以奉白沙書院以命名之緣由也雖肰大河長江衣冠悉淪邪說青城紫塞艸木盡染腥膻慨國步方興之艱凜禍厺倍至之烈金甌補缺之義難違斯士譽髦中華之文必昌若夫更始新民光復舊物燕肰勒石揚大漢之天聲宛委藏珍發元夷之玉宇養苗去莠造就多士斯又吾心共同之責任也此志此心非有求於近功勿忘勿助庶無愧於前脩云爾 中華民國六十年三月二十九日台灣省中等學校教師研習會訓導主任研究班全體同人謹立 |

### 校區交通

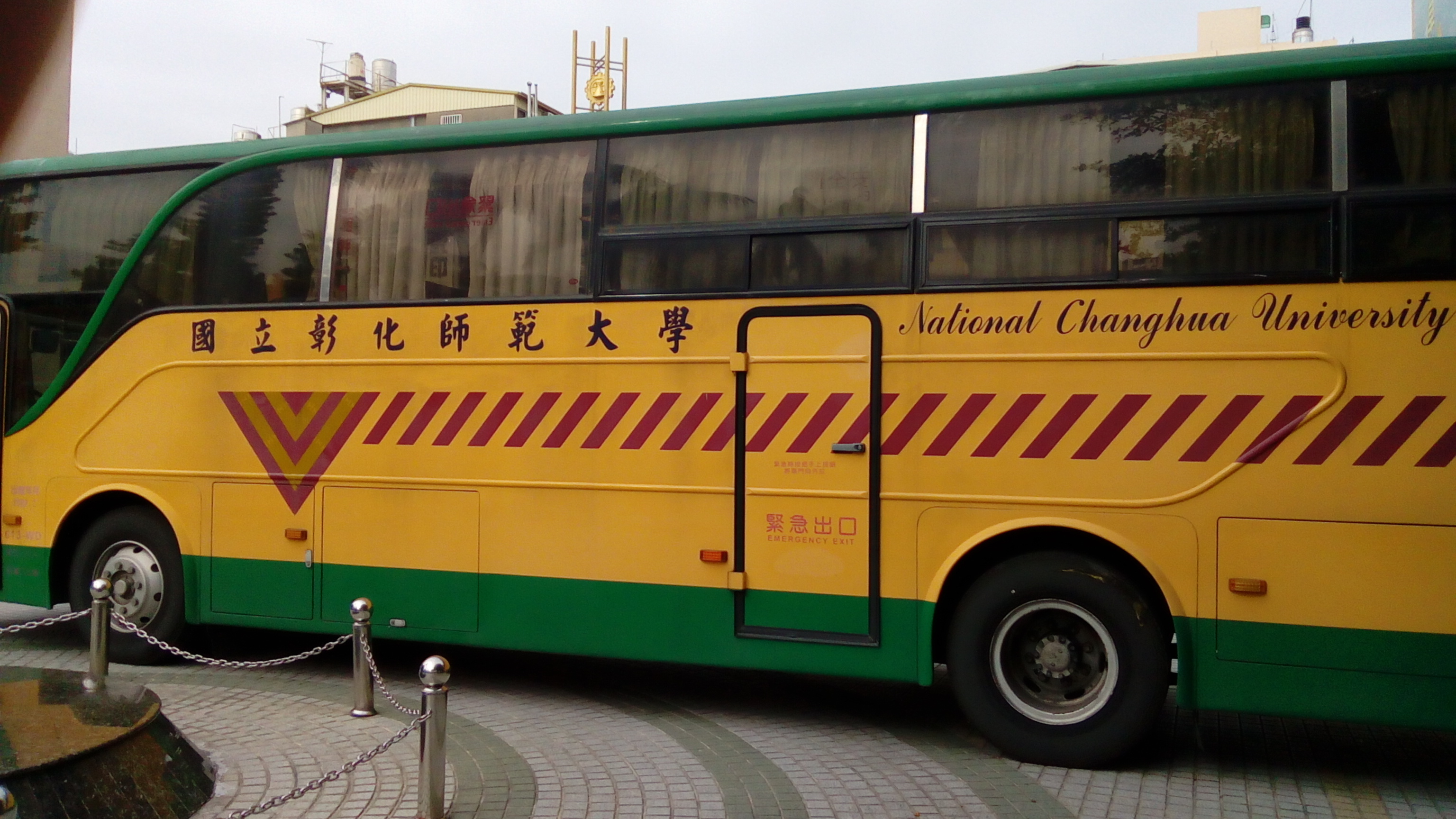
校區接駁車（大）

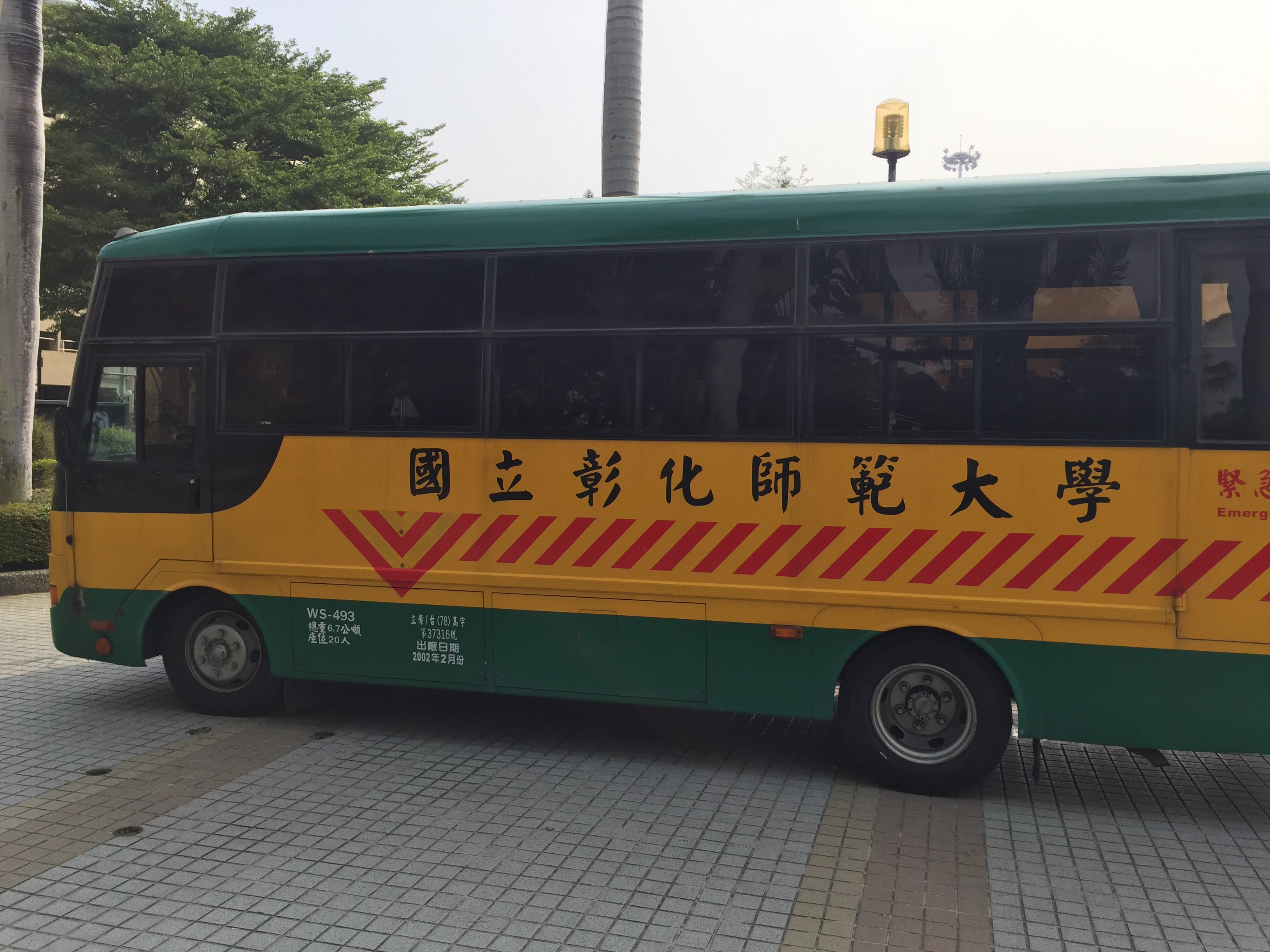
校區接駁車（小）

進德校區與寶山校區相距約4公里，再加上體育與通識課程大多於進德校區上課。有鑑於此，校方設立往返兩校區班次密集的免費接駁車。

### 學生宿舍
彰師大現有6棟學生宿舍，進德校區5棟、寶山校區1棟，共有2,652個床位（男生1,222個、女生1,430個）。
進德校區的5棟宿舍分別為審問樓（第三宿舍）、定靜樓（第五宿舍）、慎思樓（第六宿舍）、明辨樓（第七宿舍）、篤行樓（第八宿舍）。審問樓與慎思樓為女生宿舍，明辨樓為大一女生宿舍，篤行樓為大一男生宿舍，定靜樓則是研究生宿舍（男女合宿）。
至於寶山校區現在唯一的宿舍是知止樓（第九宿舍），大學部學生與研究生混居（男女合宿）；目前寶山校區正在興建第十宿舍，預計完工後可多提供690個床位。
現提供（中）低收入戶、公費生、離島生、身心障礙學生以及大一新生保障住宿，其餘則視空床數進行抽籤。

### 學生活動

#### 商管K
彰師商管K是由彰師大的商管四系企業管理學系、會計學系、財務金融技術學系、資訊管理學系所合辦的歌唱比賽，於每年的仲秋時分（11月）晚上時在彰師大綜合中心演講廳舉辦，一共有初賽跟決賽兩場，時間相隔一個禮拜；報名分為個人組與團體組，評分則交由特聘的專業評審。
商管K成立於2004年，是彰師大最早出現的大型歌唱比賽之一，當初成立的原因除了希望商管四系的同學間能夠彼此切磋歌藝，還希望可以增進四系同學間彼此的感情。
彰師大商管K歷屆以來產生不少知名歌手，例如當時彰師大輔諮系的學生楊宗緯以特別來賓的身份參加，並在這裡一唱成名，從此積極參與各項歌唱選拔大賽，成為知名歌手。

#### 大英劇
彰師大英語學系長期在每年五月舉辦戲劇公演，地點一樣在綜合中心二樓演講廳。大英劇的每屆劇本皆取自西方著名戲劇，其中再稍微增加些許創意，並與白沙攝影社合作協助拍攝。除了大英劇外，英語系每年也會舉辦小英劇。
以下是近幾年的大英劇：
| 年度   | 舞台劇名                                  | 參考原著（年代）                                                     |
| ------ | ----------------------------------------- | -------------------------------------------------------------------- |
| 2003年 | 《仲夏夜之夢 A Midsummer Night's Dream》  | 仲夏夜之夢（1605年）                                                 |
| 2004年 | 《第十二夜 The Twelfth Night》            | 第十二夜（1602年）                                                   |
| 2005年 | 《四川好女人 Der gute Mensch von Sezuan》 | 四川好人（1943年）                                                   |
| 2006年 | 《城事 Two Gentlemen of Verona》          | 維洛那二紳士（1971、1973、2005年）                                   |
| 2007年 | 《陽光下的葡萄乾 A Raisin In The Sun》    | 陽光下的葡萄乾（1959年）                                             |
| 2008年 | 《扇●變 Lady Windermere's Fan》           | 溫夫人的扇子（1893年）                                               |
| 2009年 | 《Bus Stop 愛在彼站》                     | 巴士站（1956年）                                                     |
| 2010年 | 《孿戀 Portia Coughlan》                  | 波蒂亞‧庫蘭（1996年）                                                |
| 2011年 | 《稍安勿躁 Noises Off》                   | 噪音遠去（1982年）                                                   |
| 2012年 | 《The Foreigner 歪國人》                  | 外國人（1983年）                                                     |
| 2013年 | 《Pygmalion 造話弄人》                    | 賣花女（1913年）                                                     |
| 2014年 | 《雙姝怨 The Children's Hour》            | 雙姝怨（1934年）                                                     |
| 2015年 | 《妞轉人生 Hairspray》                    | 髮膠明星夢（2002、2007年）                                           |
| 2016年 | 《The 39 Steps 步步為疑》                 | 國防大機密（1935年）                                                 |
| 2017年 | 《慾謀 8 Femmes》                         | 八美圖（2002年）                                                     |
| 2018年 | 《Charade 謎諜香》                        | 謎中謎（1963年）                                                     |
| 2019年 | 《練愛書成班 L'ejudice》                  | 傲慢與偏見（1813年）                                                 |
| 2020年 | 《換，愛 Liars, Lovers》                  | 愛情與偶然狂想曲（1730年）                                           |
| 2021年 | 《Vulgar Purity 畫魘》                    | 道林格雷的畫像（1890年）註：因受新冠肺炎疫情影響，本年度戲劇公演取消 |
| 2022年 | 《The Tie That Binds 窒愛．致愛》         | 領帶之謎（1995年）                                                   |

#### 新生家長日
新生家長日於每年9月新生入學前辦理，位在體育館羽球場，主要目的是為了讓新生熟悉校園環境與大學生活，並了解大學運作模式，以及提升家長對學校辦學理念和發展願景的瞭解。體育館活動結束後將前往各系舉辦親師座談。

#### 駐校藝術家與文學家
彰師大校園每年都會聘請不同的藝術家與文學家長期駐校，替學校在校園中設計公共裝置藝術，並定期開通識講座供校內師生參與，以此來培養師生的文藝氣息與大師風範，例如著名學者路寒袖、鄭愁予以及已故導演齊柏林都曾擔任該校的駐校文藝學家。

#### 白沙文學獎
每年的白沙文學獎是由彰師大國文學系所主辦，至今已超過23年的歷史，投稿項目共分為兒少文學組、現代詩歌組、現代散文組、現代小說組、文學評論組、舞台劇本組、古典詩歌組與古典散文組，共計八組，每個組別各由不同的評審評分，評審除了駐校文學家與校內師長外，像白靈、向陽、洛夫、鄭愁予及張默等知名詩人亦多次被邀請為評審，其中鄭愁予曾寫了「白沙是淨土的意象」一詩贈予彰師大。每年的白沙文學獎報名時間與得獎名單可以關注白沙文學獎粉絲專頁 （页面存档备份，存于）。

### 學生社團[118]
彰化師大目前校內共有25個自治性社團、12個服務性社團、9個聯誼性社團、15個康樂性社團、21個學藝性社團、9個體育性社團。彰師大的學生社團活躍度在中部地區是屬一屬二的。
| 類別       | 項目 |
| ---------- | --- |
| 自治性社團 | 學生會、海外華僑學生聯合自治會、學生議會、研究生聯合自治會、畢業生聯合會、美術學系系學會、地理學系系學會、英語學系系學會、國文學系系學會、企業管理學系系學會、資訊管理學系系學會、會計學系系學會、生物學系系學會、化學系系學會、數學系系學會、物理學系系學會、機電工程學系系學會、電子工程學系系學會、資訊工程學系系學會、電機工程學系系學會、運動學系系學會、公共事務與公民教育學系系學會、輔導與諮商學系系學會、特殊教育學系系學會、工業教育與技術學系系學會、財務金融技術學系系學會 |
| 服務性社團 | 農村服務社、山地服務社、推廣教育服務社、攜手社、汪汪社、追夢服務社、白沙童軍社、志工服務社、慈濟大專青年社、漁村服務社、科學普及研究社、崇德青年社 |
| 康樂性社團 | 白沙鋼琴社、白沙吉他社、白沙世界民俗舞蹈社、白沙管樂社、酷電熱舞社、白沙口琴社、漢音古箏社、熱門音樂社、泛音弦樂社、白沙國樂社、白沙登山社、C大調合唱團、白沙心言手語社、白沙火舞社 |
| 學藝性社團 | 攝影社、白沙書法研究社、魔術社、手工藝社、性酷社、進德佛學社、桌上遊戲社、領袖社、傳播文化社、福智青年社、創意機器人社、師資生社、生態保育社、白沙聖經真理社、動畫漫畫研究社、白沙辯論社、中醫保健社、天文科學研究社、如來實證社、科學普及研究社、國際交流社 |
| 體育性社團 | 白沙國術社、合氣道社、拳擊社、極限滑輪社、棒球社、撞球社、籃球社、網球社、劍道社、白沙足球俱樂部(已暫停營運) |
| 聯誼性社團 | 蘭友會、南友會、北友會、雲嘉會、愛加倍社、雄友會、轉學生聯誼會、中區校友會 |

### 學生會
彰師大學生會成立於1996年，為中部地區各大學最早之學生會，依大學法第33條成立。採行政、立法、司法三權分立，底下分成社團、服務、學權、公關、新聞、財務、秘書七部，另設有家教中心，以協助校內有意願的學生找到家教工作，學生會選舉的話則委由學生議會遴選，實踐民主政治的精神。
學生會負責校慶活動的宣傳與安排、名人演講以及各種系際盃、校際盃比賽，並作為學校管理階層與學生之間的溝通橋樑，替全體學生爭取應有權益，並協助監督學校施政方向、檢討各世界大學排名的名次消長，成為促進學校進步的重要力量之一。

### 校園抗爭事件
彰師大進德校區距離台化彰化廠僅僅500公尺，50年來均比鄰而居，也因此長時間受到台化空汙影響，該校台文所因而在近10多年來密集的向政府機關投訴台化空汙問題、寫公文到台化訴請改善，甚至是發起全校性的抗爭活動。終於在前彰化縣縣長魏明谷正式上任之後，針對續發台化汽電共生廠操作許可執照的問題進行否決，台化彰化廠因而被迫停工，也解決了彰師大師生及彰化市人民對台化牌空氣的疑慮。
可惜好景不常，環保署認為當初縣政府在發台化空汙許可證時有內部單位聯繫失能的問題，再經過多項評估之後，於2017年3月10日同意撤銷彰化縣政府撤銷許可證的行政裁決，這也代表著台化彰化廠在未來有復工的可能性，因此彰師大的師生再度召開記者會，表示針對台化彰化廠復工問題，為了全體師生的健康，絕對會抗爭到底。

## 名譽博士[122]
- 楊昌宏：107學年度名譽管理學博士。
- 尹衍樑：104學年度名譽教育學博士。
- 陳建智：103學年度名譽工學博士。
- 王金平：103學年度名譽教育學博士。
- 楊忠禮：102學年度名譽教育學博士。
- 林將泉：100學年度名譽教育學博士。
- 卓伯源：100學年度名譽教育學博士。

## 國際姐妹校
彰化師大跟許多國際知名大學有合作關係，其國際姐妹學校遍佈於世界各地（詳列於下），每年四月分都會選送交換生至國外交換學習。
| - 美國 - 伊利諾大學香檳分校 - 加州大學柏克萊分校 - 加州大學聖地牙哥分校 - 加州大學爾灣分校 - 德克薩斯州農工大學 - 威斯康辛大學麥迪遜分校 - 威斯康辛大學河瀑分校 - 加州理工大學波莫那分校 - 卓克索大學 - 芬利大學 - 南伊利諾大學 - 加州州立大學弗雷斯諾分校 - 加州州立大學富爾頓分校 - 加州州立大學洛杉磯分校 - 加州州立大學沙加緬度分校 - 北伊利諾大學 - 密西西比州立大學 - 南方州立理工大學 - 密蘇里大學 - 伊利諾伊理工學院 - 奧斯汀皮州立大學 - 東密西根大學 - 愛荷華州立大學 - 北科羅拉多大學 - 俄亥俄州立大學 - 關島大學 - 東北密蘇里大學 - 莫瑞州立大學 - 東卡羅來納大學 - 肯尼索州立大學 - 加拿大 - 渥太華大學 - 安大略理工學院 - 英國 - 英國伯明罕城市大學 - 密德薩克斯大學 - 格拉斯哥卡利多尼安大學 - 史崔克萊大學 - 法國 - 索邦大學 - 法國國立東方語言文化學院 - 巴黎十二大師範學院 - 特魯瓦工程技術大學 - 波爾多蒙泰涅大學 - 德國 - 比勒費爾德大學 - 法蘭克福應用科技大學 - 多特蒙德應用科技大學 - 柏林應用科技大學 - 布萊梅應用科學大學 - 卡爾斯魯厄教育大學 - 衛斯瑪大學 - 西班牙 - 阿爾梅里亞大學 - 哈恩大學 - 保加利亞 - 國家與世界經濟大學 - 捷克 - 赫拉德茨-克拉洛韋大學 - 奧斯特拉瓦大學 - 瑞士 - 瑞士西部應用科技大學 - 俄羅斯 - 聖彼得堡電工大學 - 聖彼得堡國立科技大學 - 澳大利亞 - 新南威爾斯大學 - 雪梨大學 - 南昆士蘭大學 - 科廷大學 | - 日本 - 東北大學 - 北海道大學 - 筑波大學 - 秋田大學 - 愛知教育大學 - 新潟大學 - 福岡教育大學 - 韓國 - 明知大學 - 首爾市立大學 - 韓國首爾科技大學 - 又松大學 - 釜慶大學 - 慶尚大學 - 大邱大學 - 香港 - 香港教育大學 - 香港樹仁大學 - 香港珠海學院 - 恒生管理學院 - 澳門 - 澳門科技大學 - 菲律賓 - 菲律賓大學 - 棉蘭老島州立大學 - 馬來西亞 - 拉曼大學 - 雙威大學 - 马来西亚砂拉越大学 - 世紀大學 - 南方大學學院 - 新纪元大学学院 - 韩江传媒大学学院 - 成功禮待大學學院 - 新加坡 - 南洋理工大學 - 印度 - 印度理工學院 - 亞米提大學 - Dr. M.G.R 教育及研究大學 - 斯瓦米·維韋卡南德·蘇布哈蒂大學 - 越南 - 越南峴港外語大學 - 越南教育幹部培訓學校 - 胡志明市經濟大學 - 孫德盛大學 - 菲尼卡大學 - 越南胡志明市經濟高專 - 農業大學 - 太原教育大學 - 越南維新大學 - 印尼 - 萬隆理工學院 - 諾門森大學 - 印尼建國大學 - 印尼泗水理工學院 - 占碑大學 - 泰國 - 宋卡王子大學 - 蒙庫國王科技大學 - 宣素那他皇家大學 - 土耳其 - 杰拉魯巴亞爾大學 - 蒙古 - 蒙古全球領袖大學 | - 中國大陸 - 中國人民大學 - 上海交通大學 - 武漢大學 - 南京大學 - 廈門大學 - 同濟大學 - 四川大學 - 西南財經大學 - 上海財經大學 - 北京外國語大學 - 廣州大學 - 西南大學 - 暨南大學 - 揚州大學 - 南昌大學 - 華僑大學 - 北京體育大學 - 西安工業大學 - 瀋陽化工大學 - 桂林電子科技大學 - 廣西科技大學 - 桂林理工大學 - 西北大學 - 內蒙古工業大學 - 廣東外語外貿大學 - 寧波大學 - 渤海大學 - 蘭州交通大學 - 貴州大學 - 內蒙古科技大學 - 北京理工大學 - 內蒙古大學 - 太原理工大學 - 集美大學 - 中南財經政法大學 - 首都經濟貿易大學 - 三峽大學 - 北京林業大學 - 北京聯合大學 - 北京師範大學 - 華東師範大學 - 上海師範大學 - 東北師範大學 - 華中師範大學 - 天津師範大學 - 福建師範大學 - 陝西師範大學 - 浙江師範大學 - 杭州師範大學 - 湖南師範大學 - 雲南師範大學 - 海南師範大學 - 山東師範大學 - 新疆師範大學 - 安徽師範大學 - 哈爾濱師範大學 - 廣西師範大學 - 首都師範大學 - 四川師範大學 - 西北師範大學 - 西華師範大學 - 重慶師範大學 - 貴州師範大學 - 華南師範大學 - 南京師範大學 - 湖州師範學院 - 嶺南師範學院 - 鹽城師範學院 - 咸陽師範學院 - 齊魯師範學院 - 泉州師範學院 - 甘肅民族師範學院 - 濱州醫學院 - 北京教育學院 - 貴陽學院 - 河西學院 - 上海體育學院 - 桂林航天工業學院 - 綏化學院 - 南京曉莊學院 - 襄陽職業技術學院 - 鄂爾多斯應用技術學院 - 衢州學院 - 寧波工程學院 - 紹興文理學院 - 三門峽職業技術學院 - 武夷學院 - 龍岩學院 |

### 網頁文獻
1. ↑  國立彰化師範大學.  (PDF). 彰化市: 中華民國教育部. 2013  [2017-07-30]. （原始内容存档 (PDF)于2017-07-30） （中文）.
2. 1 2  .   [2017-05-09]. （原始内容存档于2017-05-24）.
3. 1 2  .   [2017-05-09]. （原始内容存档于2017-05-24）.
4. 1 2  .   [2017-12-25]. （原始内容存档于2017-12-25）.
5. 1 2  .   [2018-09-26]. （原始内容存档于2018-09-26）.
6. 1 2  .   [2018-09-26]. （原始内容存档于2018-09-26）.
7. 1 2  .   [2018-09-26]. （原始内容存档于2021-06-04）.
8. ↑  .   [2017-05-02]. （原始内容存档于2018-01-07）.
9. ↑   (PDF).   [2017-05-02]. （原始内容存档 (PDF)于2018-01-08）.
10. ↑  .   [2017-04-02]. （原始内容存档于2017-04-03）.
11. ↑  .   [2017-04-02]. （原始内容存档于2016-04-15）.
12. ↑  .   [2018-01-16]. （原始内容存档于2018-01-16）.
13. ↑  .   [2018-01-16]. （原始内容存档于2018-01-16）.
14. ↑  .   [2018-01-16]. （原始内容存档于2018-01-17）.
15. ↑  .   [2020-04-06]. （原始内容存档于2019-08-05）.
16. ↑   (PDF). 新竹市: 新竹市企業經理協進會. 2017  [2019-08-14]. （原始内容存档 (PDF)于2019-08-14） （中文）.
17. ↑  .   [2018-02-04]. （原始内容存档于2018-02-05）.
18. ↑  .   [2018-01-17]. （原始内容存档于2018-01-18）.
19. ↑  .   [2018-01-26]. （原始内容存档于2018-01-26）.
20. ↑  .   [2018-01-26]. （原始内容存档于2018-01-26）.
21. ↑  .   [2018-01-26]. （原始内容存档于2018-01-26）.
22. ↑  .   [2018-01-26]. （原始内容存档于2018-01-26）.
23. ↑  .   [2018-01-26]. （原始内容存档于2018-01-26）.
24. ↑  .   [2018-01-26]. （原始内容存档于2018-01-26）.
25. ↑  .   [2018-01-26]. （原始内容存档于2018-01-26）.
26. ↑  .   [2018-01-26]. （原始内容存档于2018-01-26）.
27. ↑  .   [2018-01-26]. （原始内容存档于2018-01-26）.
28. ↑  .   [2018-01-26]. （原始内容存档于2018-01-26）.
29. ↑  .   [2018-01-28]. （原始内容存档于2018-01-29）.
30. ↑  .   [2018-01-26]. （原始内容存档于2018-01-26）.
31. ↑  .   [2018-01-26]. （原始内容存档于2018-01-26）.
32. ↑  .   [2018-01-26]. （原始内容存档于2018-01-26）.
33. ↑  .   [2018-01-26]. （原始内容存档于2018-01-26）.
34. ↑  .   [2018-01-27]. （原始内容存档于2018-01-27）.
35. ↑  .   [2018-02-04]. （原始内容存档于2018-02-05）.
36. ↑  .   [2018-02-03]. （原始内容存档于2018-02-03）.
37. ↑  .   [2018-08-29]. （原始内容存档于2018-08-29）.
38. ↑  .   [2018-02-03]. （原始内容存档于2018-02-03）.
39. ↑  .   [2018-01-27]. （原始内容存档于2018-01-27）.
40. ↑  .   [2018-01-27]. （原始内容存档于2018-01-27）.
41. ↑  .   [2018-01-27]. （原始内容存档于2018-01-27）.
42. ↑  .   [2018-01-27]. （原始内容存档于2018-01-24）.
43. ↑  .   [2018-01-27]. （原始内容存档于2018-01-27）.
44. ↑  .   [2018-10-03]. （原始内容存档于2018-10-03）.
45. ↑  .   [2019-01-16]. （原始内容存档于2019-01-16）.
46. ↑  .   [2020-04-06]. （原始内容存档于2020-03-28）.
47. ↑  臺灣第一個藝術教育研究所。
48. ↑  .   [2017-03-28]. （原始内容存档于2017-03-28）.
49. 1 2   (pdf). 2017年1月1日  [2017年12月29日]. （原始内容存档 (PDF)于2017年12月29日） （中文）.
50. ↑  .   [2018-01-15]. （原始内容存档于2018-01-16）.
51. ↑   (pdf). 2017年11月28日  [2020年4月6日]. （原始内容存档 (PDF)于2020年3月28日） （中文）.
52. ↑  .   [2018-01-30]. （原始内容存档于2018-01-31）.
53. ↑  .   [2018-01-30]. （原始内容存档于2018-01-30）.
54. ↑  .   [2018-01-30]. （原始内容存档于2018-01-31）.
55. ↑  .   [2018-01-30]. （原始内容存档于2018-01-30）.
56. ↑   (pdf). 2016年7月1日  [2018年1月30日]. （原始内容存档 (PDF)于2018年1月31日） （中文）.
57. ↑  .   [2019-05-22]. （原始内容存档于2020-08-15）.
58. ↑  .   [2018-01-25]. （原始内容存档于2018-01-10）.
59. ↑  .   [2018-01-26]. （原始内容存档于2017-12-01）.
60. ↑  .   [2018-05-25]. （原始内容存档于2018-06-26）.
61. ↑  . Times Higher Education (THE). 2020-10-27  [2020-12-24]. （原始内容存档于2019-11-16） （英语）.
62. ↑  .   [2019-04-10]. （原始内容存档于2019-04-22）.
63. ↑  .   [2017-05-18]. （原始内容存档于2017-08-15）.
64. ↑  .   [2018-01-27]. （原始内容存档于2018-01-27）.
65. ↑  .   [2018-01-10]. （原始内容存档于2018-01-10）.
66. ↑  .   [2018-04-15]. （原始内容存档于2018-04-15）.
67. ↑  .   [2020-04-06]. （原始内容存档于2020-03-28）.
68. ↑  彰師寶山王[永久]
69. ↑  .   [2017-02-17]. （原始内容存档于2021-06-04）.
70. ↑  [永久]
71. ↑  .   [2018-02-28]. （原始内容存档于2018-02-28）.
72. ↑  .   [2018-02-28]. （原始内容存档于2018-02-28）.
73. ↑  .   [2019-05-31]. （原始内容存档于2019-05-31）.
74. ↑  .   [2019-05-31]. （原始内容存档于2019-05-31）.
75. ↑  .   [2019-05-31]. （原始内容存档于2019-05-31）.
76. ↑  .   [2019-03-21]. （原始内容存档于2019-03-21）.
77. ↑  .   [2019-03-21]. （原始内容存档于2019-03-21）.
78. ↑  .   [2018-02-20]. （原始内容存档于2018-02-21）.
79. ↑  .   [2018-10-03]. （原始内容存档于2018-10-03）.
80. ↑  .   [2018-10-03]. （原始内容存档于2018-10-03）.
81. ↑  .   [2018-04-15]. （原始内容存档于2018-04-15）.
82. 1 2  . Center for World University Rankings.   [2021-10-20]. （原始内容存档于2022-01-22） （英语）.
83. 1 2 3  .   [2018-10-29]. （原始内容存档于2018-10-29）.
84. 1 2  . roundranking.com.   [2022-10-01]. （原始内容存档于2022-10-01）.
85. ↑  .   [2019-06-04]. （原始内容存档于2019-06-04）.
86. ↑  .   [2022-10-20]. （原始内容存档于2022-02-05）.
87. 1 2  . Times Higher Education (THE). 2021-05-21  [2018-10-29]. （原始内容存档于2018-10-29） （英语）.
88. ↑  .   [2020-04-06]. （原始内容存档于2019-09-03）.
89. ↑  .   [2018-04-03]. （原始内容存档于2018-04-03）.
90. ↑  .   [2018-04-03]. （原始内容存档于2018-04-03）.
91. ↑  . www.zuihaodaxue.com.   [2020-03-31]. （原始内容存档于2020-02-20）.
92. ↑  . cwur.org.   [2021-10-20]. （原始内容存档于2022-01-22）.
93. ↑  . www.shanghairanking.com.   [2020-03-31]. （原始内容存档于2020-02-26）.
94. ↑  . Top Universities. 2019-11-19  [2020-12-24]. （原始内容存档于2018-10-24） （英语）.
95. ↑  .   [2022-10-20]. （原始内容存档于2022-02-05）.
96. ↑  . Times Higher Education (THE). 2019-08-20  [2020-03-31]. （原始内容存档于2019-09-18） （英语）.
97. ↑  . Times Higher Education (THE). 2019-10-29  [2020-12-24]. （原始内容存档于2019-12-10） （英语）.
98. ↑  . Times Higher Education (THE). 2019-10-04  [2020-03-31]. （原始内容存档于2019-11-16） （英语）.
99. ↑  . Times Higher Education (THE). 2019-11-14  [2020-03-31]. （原始内容存档于2020-03-30） （英语）.
100. ↑  . Times Higher Education (THE). 2021-05-18  [2021-06-02]. （原始内容存档于2019-05-13） （英语）.
101. ↑  . roundranking.com.   [2021-06-08]. （原始内容存档于2021-06-08）.
102. ↑  .   [2018-02-19]. （原始内容存档于2018-02-20）.
103. ↑   (PDF).   [2018-01-18]. （原始内容 (PDF)存档于2018-01-18）.
104. ↑  .   [2020-04-06]. （原始内容存档于2020-03-28）.
105. ↑  .   [2020-04-06]. （原始内容存档于2020-03-28）.
106. ↑  .   [2018-10-03]. （原始内容存档于2018-10-03）.
107. ↑  .   [2017-11-15]. （原始内容存档于2017-11-15）.
108. ↑  .   [2017-11-15]. （原始内容存档于2017-11-15）.
109. ↑  .   [2017-11-15]. （原始内容存档于2017-11-15）.
110. ↑   (PDF). 彰化市: 國立彰化師範大學. 2018  [2018-06-26]. （原始内容存档 (PDF)于2021-06-04） （中文）.
111. ↑  .   [2018-12-24]. （原始内容存档于2018-12-24）.
112. ↑  .   [2019-06-29]. （原始内容存档于2019-06-29）.
113. ↑  .   [2017-02-15]. （原始内容存档于2017-02-15）.
114. ↑  .   [2017-04-10]. （原始内容存档于2017-04-10）.
115. ↑  .   [2017-04-10]. （原始内容存档于2017-04-10）.
116. ↑  .   [2017-04-10]. （原始内容存档于2017-04-10）.
117. ↑  .   [2017-02-17]. （原始内容存档于2017-03-20）.

### 書籍文獻
- 鍾清漢 《日本殖民地下における台湾教育史》 多賀出版、1993年 ISBN 4811532015
- 國立彰化師範大學地理系 《彰化市志》下冊 發行人：葉滿盈 出版項：彰化市公所 1997年
- 楊焜顯，李坤隆，黃永華，劉德權 編/著/譯 《大家來寫村史17—牛稠仔的歷史》 民國96年6月 ISBN 9789860097047

## 外部連結
- 國立彰化師範大學（页面存档备份，存于）